# Nekrolog 1. Quartal 1945
Nekrolog
◄◄
| ◄
| 1941
| 1942
| 1943
| 1944
| 1945 | 1946 | 1947 | 1948 | 1949 | ► | ►►
1. Quartal |
2. Quartal |
3. Quartal |
4. Quartal 1945
Weitere Ereignisse | Allgemeiner Nekrolog 1945
Die Beschreibung der verstorbenen Person sollte so kurz wie möglich gehalten sein und nur deren signifikante Tätigkeit(en) enthalten.
Neue Namen ggf. auch unter dem Geburts- und Sterbedatum, also etwa unter 1. Januar und im Geburts- und Sterbejahr (2024) eintragen (nur bei entsprechender großer Wichtigkeit). Für Beispiele siehe die schon vorhandenen Artikel.
Außerdem über die fünf zuletzt Verstorbenen, zu denen es einen ausreichend guten Artikel für eine Präsentation auf der Hauptseite gibt, nach der todesbedingten Überarbeitung der Artikel ggf. auch unter Wikipedia Diskussion:Hauptseite informieren und sie am besten auch in den anderen Wikipedia-Sprachversionen eintragen. Tipp: Regelmäßig bei news.google.de nach „ist tot“, „gestorben“ oder „verstorben“ suchen.
Wenn eine Person gestorben ist, gibt es viele Seiten zu dieser Person in der Wikipedia, die davon auch betroffen sind und entsprechend aktualisiert werden müssen. Beispiele: Namenübersichtsseite, Geburtsjahr, Geburtsort-Seiten und viele mehr.
Wie finde ich die betroffenen Seiten?
Im Suchfeld auf der linken Seite gibt man den Suchbegriff so ein: „Vorname Nachname“. Dann klickt man auf Volltext und alle Seiten mit entsprechendem Suchtext werden aufgerufen. Hier sieht man dann schnell, wo auch das Todesjahr Sinn macht oder sogar ein Teil des Artikels angepasst werden muss. Auch hilft das „Werkzeug“ auf der linken Seite sehr gut, um solche Seiten aufzufinden: „Links auf diese Seite“. Somit ist die Wikipedia wieder aktuell in allen Bereichen! Hinweis: bei Eintragung der Kategorie „Gestorben JAHR“ wird der Missbrauchsfilter 49 ausgelöst, was jedoch nicht schlimm ist. Siehe: Spezial:Missbrauchsfilter/49
Dies ist eine Liste von im ersten Quartal 1945 verstorbenen bekannten Persönlichkeiten. Die Einträge erfolgen innerhalb der einzelnen Daten alphabetisch sortiert. Tiere sind im Nekrolog für Tiere zu finden.

## Januar
| Tag        | Name                                  | Beruf, bekannt als | Alter | Beleg |
| ---------- | ------------------------------------- | --- | ----- | ----- |
| 1. Januar  | Vedanayagam Samuel Azariah            | indischer Bischof |       |       |
| 1. Januar  | Georges Bruhat                        | französischer Physiker | 57    |       |
| 1. Januar  | Fritz Brupbacher                      | Arzt, libertärer Sozialist | 70    |       |
| 1. Januar  | Hermann Buse                          | deutscher Radrennfahrer | 37    |       |
| 1. Januar  | James Mitchell Chase                  | US-amerikanischer Politiker | 53    |       |
| 1. Januar  | Alfred Druschel                       | deutscher Oberst der Luftwaffe im Zweiten Weltkrieg                                                                             | 27    |       |
| 1. Januar  | Anna Gildemeester                     | niederländische Malerin | 77    |       |
| 1. Januar  | Paul Goffeny                          | französischer Pilot | 37    |       |
| 1. Januar  | Kurt Noack                            | deutscher Komponist und Kapellmeister                                                                                           | 51    |       |
| 1. Januar  | William Trelease                      | US-amerikanischer Botaniker | 87    |       |
| 2. Januar  | Alexander Eifler                      | österreichischer sozialdemokratischer Offizier und Widerstandskämpfer                                                           | 56    |       |
| 2. Januar  | Jenő Gáspár                           | ungarischer Leichtathlet | 48    |       |
| 2. Januar  | Sven-Olof Jonsson                     | schwedischer Turner | 51    |       |
| 2. Januar  | Arnold Knellwolf                      | Schweizer Politiker (SP), reformierter Pfarrer und Journalist                                                                   | 79    |       |
| 2. Januar  | Owen N. Marron                        | US-amerikanischer Jurist, Politiker, Bankier und Geschäftsmann                                                                  | 83    |       |
| 2. Januar  | Bertram Ramsay                        | britischer Admiral | 61    |       |
| 2. Januar  | Karl Scheurlen                        | deutscher Reichsgerichtsrat | 56    |       |
| 2. Januar  | Georg Schünemann                      | deutscher Musikwissenschaftler                                                                                                  | 60    |       |
| 3. Januar  | Eugen Aellen                          | Schweizer Lyriker und Lehrer | 57    |       |
| 3. Januar  | Edgar Cayce                           | US-amerikanischer Seher und Mystiker                                                                                            | 67    |       |
| 3. Januar  | Muriel Darton                         | englisch-britische Fotografin und Suffragette                                                                                   | 62    |       |
| 3. Januar  | René Gimpel                           | französischer Kunsthändler |       |       |
| 3. Januar  | Jos van Hövell                        | niederländischer Widerstandskämpfer und Ruderer                                                                                 | 25    |       |
| 3. Januar  | Louis Imbert                          | französischer Turner | 65    |       |
| 3. Januar  | Ferdynand Antoni Ossendowski          | polnischer Schriftsteller und Forschungsreisender                                                                               | 68    |       |
| 3. Januar  | Johannes Ries                         | deutscher römisch-katholischer Geistlicher und Widerstandskämpfer gegen den Nationalsozialismus                                 | 57    |       |
| 3. Januar  | Samuel Bruce Rudall                   | australischer Politiker | 85    |       |
| 3. Januar  | Robert Schneider                      | österreichischer Politiker (CSP) und Sägewerkbesitzer, Landtagsabgeordneter zum Vorarlberger Landtag                            | 76    |       |
| 3. Januar  | Anton Schrafl                         | Schweizer Unternehmer | 71    |       |
| 3. Januar  | Lola Töpke                            | deutsche Bildhauerin | 53    |       |
| 3. Januar  | Erwin Zeidler von Görz                | österreichischer Offizier, zuletzt Feldmarschallleutnant                                                                        | 79    |       |
| 4. Januar  | Friedrich Ritter von Bogendörfer      | deutscher Generalmajor im Zweiten Weltkrieg                                                                                     | 75    |       |
| 4. Januar  | Fritz Elsas                           | deutscher Politiker und Widerstandskämpfer                                                                                      | 54    |       |
| 4. Januar  | Hans Fiala                            | österreichischer Schauspieler, Opernsänger (Bariton) und Regisseur                                                              | 61    |       |
| 4. Januar  | Harold Fraser                         | US-amerikanischer Golfspieler                                                                                                   | 72    |       |
| 4. Januar  | Hermann Friedrich                     | deutscher Politiker (SPD, KPD, NSDAP) und Opfer des Nationalsozialismus                                                         | 53    |       |
| 4. Januar  | Walter Hilfiker                       | Schweizer Politiker (SP) | 47    |       |
| 4. Januar  | Adolf Holst                           | deutscher Philologe, Herausgeber und Kinderbuchautor                                                                            | 77    |       |
| 4. Januar  | Julius Indrišiūnas                    | litauischer Jurist und Politiker, Finanzminister Litauens                                                                       | 43    |       |
| 4. Januar  | Ricardo Jiménez Oreamuno              | Präsident Costa Ricas | 85    |       |
| 4. Januar  | Anders Larsson                        | schwedischer Ringer | 52    |       |
| 4. Januar  | Hermann Lorenz                        | deutscher Studiendirektor, Archivar und Heimatforscher                                                                          | 84    |       |
| 4. Januar  | Arthur Siebelist                      | deutscher Maler | 74    |       |
| 4. Januar  | Guido Strobl                          | deutscher Jurist und Bezirkshauptmann                                                                                           | 34    |       |
| 5. Januar  | Kees Bitter                           | niederländischer Widerstandskämpfer und Verräter                                                                                | 25    |       |
| 5. Januar  | Hans Christiansen                     | deutscher Kunsthandwerker und Maler des Jugendstils                                                                             | 78    |       |
| 5. Januar  | Richard Fester                        | deutscher Historiker | 84    |       |
| 5. Januar  | Raffaello Giolli                      | italienischer Architekturkritiker                                                                                               | 55    |       |
| 5. Januar  | Julius Leber                          | deutscher Politiker (SPD), MdR, Widerstandskämpfer, NS-Opfer                                                                    | 53    |       |
| 5. Januar  | Franz Maier                           | österreichischer Politiker (LBd), Abgeordneter zum Nationalrat                                                                  | 72    |       |
| 5. Januar  | Hans Merker                           | deutscher Politiker (KPD), Widerstandskämpfer                                                                                   | 40    |       |
| 5. Januar  | Dmitry Mirimanoff                     | Schweizer Mathematiker | 83    |       |
| 5. Januar  | Josef Siegele                         | österreichischer Politiker (CSP), Abgeordneter zum Nationalrat                                                                  | 86    |       |
| 5. Januar  | Dezső Szabó                           | ungarischer Schriftsteller | 65    |       |
| 5. Januar  | Jean-Mathurin Guénaël Thomas          | französischer Trappist, Unterstützer der Résistance und Opfer des Nationalsozialismus                                           | 45    |       |
| 5. Januar  | Wilhelm Waetzoldt                     | deutscher Kunsthistoriker | 64    |       |
| 6. Januar  | Luciano Albertini                     | italienischer Schauspieler | 62    |       |
| 6. Januar  | Heinz Alt                             | deutscher Komponist und ein Opfer des NS-Regimes                                                                                |       |       |
| 6. Januar  | François Aupetit                      | französischer Boxer | 31    |       |
| 6. Januar  | Georg Dimentstein                     | jüdischer Künstler, Kommunist und Widerstandskämpfer gegen den Nationalsozialismus                                              | 48    |       |
| 6. Januar  | Edith Frank-Holländer                 | Opfer des Holocaust, Mutter von Anne Frank                                                                                      | 44    |       |
| 6. Januar  | Ernest Gaubert                        | französischer Journalist, Autor, Dichter, Romancier, Romanist und Biograf                                                       | 64    |       |
| 6. Januar  | Ala Gertner                           | polnische Widerständlerin im KZ Birkenau                                                                                        | 32    |       |
| 6. Januar  | Paul Junke                            | deutscher Politiker (SPD, USPD), MdR                                                                                            | 58    |       |
| 6. Januar  | Robert Kröner                         | deutscher Verleger | 75    |       |
| 6. Januar  | Herbert Lumsden                       | britischer Generalleutnant im Zweiten Weltkrieg                                                                                 | 47    |       |
| 6. Januar  | Yvonne Mewes                          | deutsche Lehrerin und NS-Opfer                                                                                                  | 44    |       |
| 6. Januar  | Karol Pazurek                         | polnischer Fußballspieler | 39    |       |
| 6. Januar  | Alexander Ritschl                     | deutscher Orthopäde und Hochschullehrer                                                                                         | 83    |       |
| 6. Januar  | Rózia Robota                          | polnische Widerständlerin im KZ Auschwitz-Birkenau                                                                              |       |       |
| 6. Januar  | Regina Safirsztajn                    | polnische Widerstandskämpferin im KZ Auschwitz-Birkenau                                                                         |       |       |
| 6. Januar  | Wladimir Iwanowitsch Wernadski        | russischer Geologe, Geochemiker und Mineraloge, einer der Begründer der Geochemie, der Radiogeologie und der Biogeochemie       | 81    |       |
| 7. Januar  | Alexander Stirling Calder             | US-amerikanischer Bildhauer | 74    |       |
| 7. Januar  | Pavel Fantl                           | tschechoslowakischer Arzt und Opfer des Holocaust                                                                               | 42    |       |
| 7. Januar  | Thomas McGuire                        | US-amerikanischer Major, der mit der Medal of Honor ausgezeichnet wurde                                                         | 24    |       |
| 7. Januar  | Hermann Pabel                         | deutscher Organist, Chorleiter, Komponist und Musikpädagoge                                                                     | 43    |       |
| 7. Januar  | Ludwig Pfeiffer                       | Mediziner (Hygieniker), Professor und Amtsleiter                                                                                | 83    |       |
| 7. Januar  | Ugo Sani                              | italienischer General und Senator                                                                                               | 79    |       |
| 7. Januar  | Michal Wituschka                      | weißrussischer Politiker | 37    |       |
| 8. Januar  | Fjodor Akimenko                       | russisch-ukrainischer Komponist, Pianist und Musikpädagoge                                                                      | 68    |       |
| 8. Januar  | Willy Hielscher                       | deutscher Widerstandskämpfer gegen den Nationalsozialismus                                                                      | 40    |       |
| 8. Januar  | Karl Ernst Krafft                     | Schweizer Statistiker, Astrologe und Wirtschaftsberater                                                                         | 44    |       |
| 8. Januar  | Karl Ladé                             | deutsch-französischer Widerstandskämpfer gegen das NS-Regime                                                                    | 35    |       |
| 8. Januar  | Kurt Rühlmann                         | deutsch-französischer Widerstandskämpfer gegen das NS-Regime                                                                    | 41    |       |
| 8. Januar  | Maria Schmitz                         | deutsche Schriftstellerin | 86    |       |
| 8. Januar  | Stanislaus Szczygielski               | deutscher Widerstandskämpfer gegen das NS-Regime                                                                                | 42    |       |
| 8. Januar  | Jac. P. Thijsse                       | niederländischer Naturschutzpionier                                                                                             | 79    |       |
| 9. Januar  | Walter Caldonazzi                     | österreichischer Widerstandskämpfer                                                                                             | 28    |       |
| 9. Januar  | Johannes Evers                        | deutscher lutherischer Theologe, Senior                                                                                         | 85    |       |
| 9. Januar  | William Grenfell, 1. Baron Desborough | britischer Sportler, Sportfunktionär und Politiker, Mitglied des House of Commons                                               | 89    |       |
| 9. Januar  | Leopold Hilgarth                      | österreichischer Widerstandskämpfer                                                                                             | 49    |       |
| 9. Januar  | Elisabeth Krämer-Bannow               | deutsche Völkerkundlerin | 70    |       |
| 9. Januar  | Johann Künzle                         | Schweizer katholischer Theologe, Wegbereiter der modernen Phyto-Therapie                                                        | 87    |       |
| 9. Januar  | Roelof Theodorus Overakker            | niederländischer Generalmajor der Infanterie                                                                                    | 55    |       |
| 9. Januar  | Ignaz Schuhmann                       | österreichischer Widerstandskämpfer                                                                                             | 35    |       |
| 9. Januar  | Jüri Uluots                           | estnischer Jurist und Politiker                                                                                                 | 54    |       |
| 10. Januar | Rudolf Borchardt                      | deutscher Schriftsteller, Lyriker und Übersetzer                                                                                | 67    |       |
| 10. Januar | Edward Fielding                       | US-amerikanischer Schauspieler                                                                                                  | 69    |       |
| 10. Januar | Josef Fitzthum                        | österreichischer Generalleutnant der Waffen-SS und Polizei, Politiker (NSDAP), MdR                                              | 48    |       |
| 10. Januar | Herbert Gosebruch                     | deutscher Opernsänger (Bariton)                                                                                                 |       |       |
| 10. Januar | Pēteris Juraševskis                   | lettischer Politiker, Mitglied der Saeima und Ministerpräsident                                                                 | 72    |       |
| 10. Januar | Sergej Nabokov                        | russischer Übersetzer | 44    |       |
| 10. Januar | Johann Ollik                          | deutscher Widerstandskämpfer | 39    |       |
| 10. Januar | Jan Østervold                         | norwegischer Segler | 68    |       |
| 10. Januar | Josef Pechacek                        | österreichischer Kabarettist und Lyriker                                                                                        | 38    |       |
| 10. Januar | Werner Schlegel                       | österreichischer Fotograf | 36    |       |
| 10. Januar | August Vermeylen                      | flämischer Schriftsteller, Literaturkritiker, Kunsthistoriker und Politiker                                                     | 72    |       |
| 11. Januar | Luigi Bernauer                        | österreichischer Kabarettist, Komponist und Sänger                                                                              | 45    |       |
| 11. Januar | Otto Engert                           | deutscher kommunistischer Politiker                                                                                             | 49    |       |
| 11. Januar | Caradoc Evans                         | walisischer Schriftsteller | 66    |       |
| 11. Januar | René Kannaerts                        | belgischer römisch-katholischer Geistlicher und Märtyrer                                                                        | 57    |       |
| 11. Januar | Konrad von Kardorff                   | deutscher Maler | 67    |       |
| 11. Januar | Gottfried Keller                      | Schweizer Politiker (FDP) | 71    |       |
| 11. Januar | Kurt Kresse                           | deutscher Politiker (KPD) und Widerstandskämpfer                                                                                | 40    |       |
| 11. Januar | Karl Mediz                            | österreichischer Maler | 76    |       |
| 11. Januar | Ada Negri                             | italienische Schriftstellerin                                                                                                   | 74    |       |
| 11. Januar | Ernst Rietmann                        | Schweizer Journalist, Zeitungsverleger, Medienmanager und Politiker (FDP)                                                       | 74    |       |
| 11. Januar | Georg Schumann                        | deutscher Politiker (SPD, KPD), MdR und Widerstandskämpfer                                                                      | 58    |       |
| 11. Januar | Bertha Steedman                       | britische Tennisspielerin |       |       |
| 12. Januar | Thomas Barlow                         | englischer Arzt | 99    |       |
| 12. Januar | Harry Daft                            | englischer Fußballspieler | 78    |       |
| 12. Januar | Victor Dillard                        | französischer Jesuit und Widerstandskämpfer                                                                                     | 47    |       |
| 12. Januar | Alfred Frank                          | deutscher Maler und Grafiker | 60    |       |
| 12. Januar | Auguste Haase                         | deutsche Widerstandskämpferin                                                                                                   | 45    |       |
| 12. Januar | Wolfgang Heinze                       | deutscher Jurist und Antifaschist                                                                                               | 33    |       |
| 12. Januar | Arthur Hoffmann                       | deutscher Widerstandskämpfer im Zweiten Weltkrieg                                                                               | 44    |       |
| 12. Januar | Karl Jungbluth                        | deutscher Kommunist und Widerstandskämpfer                                                                                      | 41    |       |
| 12. Januar | Theodor Kroyer                        | deutscher Musikwissenschaftler                                                                                                  | 71    |       |
| 12. Januar | Richard Lehmann                       | Widerstandskämpfer gegen den Nationalsozialismus                                                                                | 44    |       |
| 12. Januar | Farkas Molnár                         | ungarischer Architekt | 47    |       |
| 12. Januar | Karl Planck von Planckburg            | österreichischer Politiker | 75    |       |
| 12. Januar | André Regaud                          | französischer Sportschütze | 76    |       |
| 12. Januar | Paolo Salvi                           | italienischer Turner | 53    |       |
| 12. Januar | Georg Schwarz                         | deutscher Politiker und Widerstandskämpfer                                                                                      | 48    |       |
| 12. Januar | Gertrud Seele                         | deutsche Krankenschwester und Antifaschistin                                                                                    | 27    |       |
| 12. Januar | Viktor von Solemacher-Antweiler       | Landrat des Kreises Büren (1925–1934)                                                                                           | 55    |       |
| 12. Januar | Spyros Trikoupis                      | griechischer Politiker und Schriftsteller                                                                                       |       |       |
| 12. Januar | Joe Turner                            | kanadischer Eishockeytorwart | 25    |       |
| 12. Januar | William Zipperer                      | deutscher Kommunist und Widerstandskämpfer                                                                                      | 60    |       |
| 13. Januar | Victor Aronstein                      | deutscher Arzt | 48    |       |
| 13. Januar | Margaret Deland                       | US-amerikanische Schriftstellerin                                                                                               | 87    |       |
| 13. Januar | Rudolph Feuß                          | deutscher Pädagoge und Senator                                                                                                  | 82    |       |
| 13. Januar | Yzchok Gerszt                         | polnischer Kommunist und Widerstandskämpfer                                                                                     | 43    |       |
| 13. Januar | Max Jungnickel                        | deutscher Schriftsteller | 54    |       |
| 13. Januar | Alfred Kase                           | deutscher Opernsänger (Bariton) und Dichter                                                                                     | 67    |       |
| 13. Januar | Ferdinand Kiefler                     | österreichischer Handballspieler                                                                                                | 31    |       |
| 13. Januar | Pál Ranschburg                        | ungarischer experimenteller Psychologe und Psychiater                                                                           | 75    |       |
| 13. Januar | Karl Ross                             | deutscher Politiker (KPD) | 62    |       |
| 13. Januar | Heinrich Schroth                      | deutscher Theater- und Filmschauspieler                                                                                         | 73    |       |
| 14. Januar | Gerald Balfour, 2. Earl of Balfour    | britischer Politiker der Conservative Party, Unterhausabgeordneter und Peer                                                     | 91    |       |
| 14. Januar | Salomon Doeblin                       | deutscher Arzt und Sanitätsoffizier                                                                                             | 80    |       |
| 14. Januar | Hermann Hahn                          | deutscher Fußballspieler | 36    |       |
| 14. Januar | Peter Harsch                          | deutscher Politiker (Zentrum), MdL                                                                                              | 70    |       |
| 14. Januar | Karl Michel                           | deutscher Offizier der Wehrmacht                                                                                                | 40    |       |
| 14. Januar | Peter Wilhelm Millowitsch             | deutscher Schauspieler und Theaterleiter                                                                                        | 64    |       |
| 14. Januar | Toon Oprinsen                         | niederländischer Fußballspieler                                                                                                 | 34    |       |
| 14. Januar | Vilhelms Purvītis                     | lettischer Landschaftsmaler | 72    |       |
| 14. Januar | Sebastian Staudhamer                  | deutscher römisch-katholischer Geistlicher, Kirchenmaler und Kunsthistoriker                                                    | 87    |       |
| 14. Januar | Germanus Theiß                        | deutscher Glasmacher und Glashüttenmeister                                                                                      | 77    |       |
| 14. Januar | Cyrus R. Tupper                       | US-amerikanischer Richter und Politiker                                                                                         | 84    |       |
| 14. Januar | Sándor Vándor                         | ungarischer Komponist | 43    |       |
| 14. Januar | Heinrich Weizsäcker                   | deutscher Kunsthistoriker und Museumsdirektor                                                                                   | 82    |       |
| 14. Januar | Arthur Wynne                          | Erfinder des Kreuzworträtsels                                                                                                   | 73    |       |
| 15. Januar | Ursula Bethell                        | neuseeländische Dichterin und Sozialarbeiterin                                                                                  | 70    |       |
| 15. Januar | Joseph Brom                           | Redakteur und Politiker | 63    |       |
| 15. Januar | Gustav Cassel                         | schwedischer Ökonom | 78    |       |
| 15. Januar | Joseph Dantonello                     | deutscher Komponist, Musikpädagoge, Sänger und Dirigent                                                                         | 53    |       |
| 15. Januar | Karol Dubicz-Penther                  | polnischer Diplomat | 52    |       |
| 15. Januar | Anton Falle                           | österreichischer Politiker (SDAP) und Widerstandskämpfer gegen den Nationalsozialismus, Abgeordneter zum Nationalrat            | 58    |       |
| 15. Januar | Kornél Havasi                         | ungarischer Schachspieler | 53    |       |
| 15. Januar | Rupert Huber                          | deutscher Widerstandskämpfer gegen den Nationalsozialismus                                                                      |       |       |
| 15. Januar | Alfred von Overbeck                   | deutsch-schweizerischer Rechtswissenschaftler                                                                                   | 67    |       |
| 15. Januar | James F. O’Connor                     | US-amerikanischer Politiker | 66    |       |
| 15. Januar | Hermann Rodewald                      | deutscher Kaufmann und Politiker (DNVP)                                                                                         | 75    |       |
| 15. Januar | Adolf Friedrich von Schack            | deutscher Offizier und Widerstandskämpfer                                                                                       | 56    |       |
| 15. Januar | Rudolf Schmidt                        | deutscher Architekt | 82    |       |
| 15. Januar | Hermann Schöne                        | deutscher Soldat und Widerstandskämpfer                                                                                         | 56    |       |
| 15. Januar | Josef Zott                            | deutscher Widerstandskämpfer zur NS-Zeit, bayerischer Monarchist                                                                | 43    |       |
| 16. Januar | Friedrich Christian von Deuster       | deutscher Gutsbesitzer und Politiker                                                                                            | 83    |       |
| 16. Januar | Róża Etkin                            | polnische Pianistin |       |       |
| 16. Januar | Paul Gedon                            | deutscher Architekt und Regierungsbaumeister                                                                                    |       |       |
| 16. Januar | Friedrich Hartmann                    | österreichischer Bauingenieur und Hochschullehrer                                                                               | 68    |       |
| 16. Januar | Erwin Hess                            | deutscher Jurist | 73    |       |
| 16. Januar | Heinrich Imbusch                      | deutscher Gewerkschaftsführer und Politiker (Zentrum), MdR                                                                      | 66    |       |
| 16. Januar | Francis T. Maloney                    | US-amerikanischer Politiker | 50    |       |
| 16. Januar | Thomas Riggs junior                   | US-amerikanischer Politiker | 71    |       |
| 16. Januar | Rose Senger                           | deutsche Ärztin, Gynäkologin, Pädiaterin und Geburtshelferin                                                                    | 75    |       |
| 17. Januar | Jakob Berlinger                       | deutscher Rabbiner | 78    |       |
| 17. Januar | Ina Jens                              | Schweizer Schriftstellerin | 64    |       |
| 17. Januar | Anton Kampschulte                     | deutscher Politiker (Zentrum), MdR                                                                                              | 68    |       |
| 17. Januar | Otto Kittel                           | deutscher Jagdflieger und Oberleutnant                                                                                          | 27    |       |
| 17. Januar | Teresio Olivelli                      | italienischer Soldat, Widerstandskämpfer gegen den Nationalsozialismus, Seliger der römisch-katholischen Kirche                 | 29    |       |
| 17. Januar | Ludwig Steil                          | deutscher evangelischer Pfarrer und Märtyrer                                                                                    | 44    |       |
| 18. Januar | Marie Andrae                          | deutsche Schriftstellerin, Krankenschwester und Pädagogin                                                                       | 90    |       |
| 18. Januar | Hermann Braun                         | deutscher Schauspieler | 27    |       |
| 18. Januar | Otto Bürger                           | deutscher Naturwissenschaftler, Wirtschaftsgeograf und Autor von Reisebeschreibungen                                            | 79    |       |
| 18. Januar | Béla Földes                           | ungarischer Wirtschaftswissenschaftler, Statistiker und Minister                                                                | 96    |       |
| 18. Januar | Martha Heublein                       | französische Opernsängerin, Übersetzerin und Widerstandskämpferin gegen den Nationalsozialismus                                 | 46    |       |
| 18. Januar | Harald von Hirschfeld                 | deutscher Offizier, zuletzt Generalleutnant im Zweiten Weltkrieg                                                                | 32    |       |
| 18. Januar | Herbert Klatt                         | deutscher Schauspieler | 35    |       |
| 18. Januar | Heribert Kluger                       | österreichischer Deutschordenspriester, NS-Opfer                                                                                | 63    |       |
| 18. Januar | Hans Malfatti                         | österreichischer Mediziner und Hochschullehrer                                                                                  | 80    |       |
| 18. Januar | Siegbert Stehmann                     | deutscher evangelischer Geistlicher und Dichter                                                                                 | 32    |       |
| 18. Januar | Ludwik Wertenstein                    | polnischer Physiker | 57    |       |
| 19. Januar | Ernest-Bernard Allo                   | französischer Dominikaner und Theologe sowie Rektor der Universität Freiburg (Schweiz)                                          |       |       |
| 19. Januar | Petar Bojović                         | serbischer Feldmarschall | 86    |       |
| 19. Januar | Kurt Frey                             | deutscher Politiker (NSDAP), MdR                                                                                                | 42    |       |
| 19. Januar | Manfred Greiffenhagen                 | Schriftsteller und Kabarettautor                                                                                                | 48    |       |
| 19. Januar | Wienand Kaasch                        | deutscher kommunistischer Politiker                                                                                             | 54    |       |
| 19. Januar | Gustave Mesny                         | französischer General im Zweiten Weltkrieg                                                                                      | 58    |       |
| 19. Januar | Theodor Nordmann                      | deutscher Pilot und Ritterkreuzträger im Zweiten Weltkrieg                                                                      | 26    |       |
| 19. Januar | Conrad Freiherr von Wendt             | deutscher Adliger | 72    |       |
| 20. Januar | Siegfried Emmo Eulen                  | deutscher Offizier | 54    |       |
| 20. Januar | Johann Friedländer                    | Feldmarschallleutnant des ersten österreichischen Bundesheeres                                                                  | 62    |       |
| 20. Januar | Rudolf Gugel                          | deutscher Politiker (NSDAP), MdR                                                                                                | 36    |       |
| 20. Januar | Hermann Mahr                          | deutscher Architekt | 70    |       |
| 20. Januar | Richard Malik                         | deutscher Fußballspieler | 35    |       |
| 20. Januar | Federico Pedrocchi                    | italienischer Comicautor | 37    |       |
| 20. Januar | Ernst Thrasolt                        | deutscher römisch-katholischer Priester und Schriftsteller                                                                      | 66    |       |
| 20. Januar | Gustaf Ullman                         | schwedischer Schriftsteller und Lyriker                                                                                         |       |       |
| 20. Januar | Hans Alexander Winkler                | deutscher Orientalist, Religionswissenschaftler und Ethnologe                                                                   | 44    |       |
| 21. Januar | Adolf Basler                          | deutscher Mediziner und Hochschullehrer                                                                                         | 66    |       |
| 21. Januar | Andrew Thomas Gage                    | schottischer Botaniker | 73    |       |
| 21. Januar | Fritz Herz                            | deutscher Theaterschauspieler und -regisseur                                                                                    | 77    |       |
| 21. Januar | Carl Horn                             | deutscher Maler | 70    |       |
| 21. Januar | Karl Jünemann                         | deutscher Kommunalpolitiker, Gemeindevorsteher im Amt Wandlitz                                                                  | 63    |       |
| 21. Januar | Alfred Knispel                        | deutscher Maler | 46    |       |
| 21. Januar | Lucien-Léon Guillaume Lambert         | französischer Komponist und Pianist                                                                                             | 87    |       |
| 21. Januar | Henry Luyten                          | belgischer Maler des Impressionismus                                                                                            | 85    |       |
| 21. Januar | Franz Eduard Matras                   | österreichischer Manager und Sportfunktionär                                                                                    | 82    |       |
| 21. Januar | Archibald Murray                      | britischer General | 84    |       |
| 21. Januar | Carl Ludwig Nottebohm                 | deutscher Unternehmer und Banker                                                                                                | 74    |       |
| 21. Januar | Victor Perez                          | tunesischer Boxer | 33    |       |
| 21. Januar | Karel Poláček                         | tschechischer Schriftsteller und Journalist                                                                                     | 52    |       |
| 21. Januar | Gottlieb Redecker                     | deutscher Bauingenieur in Namibia                                                                                               | 73    |       |
| 21. Januar | Anton Regner                          | österreichischer Politiker (SDAP), Abgeordneter zum Nationalrat und Landesrat                                                   | 71    |       |
| 21. Januar | Carl Hans Schrader-Velgen             | deutscher Genre- und Landschaftsmaler                                                                                           | 68    |       |
| 21. Januar | Rudolf Sternad                        | österreichischer Miniaturmaler und Lithograf tschechischer Abstammung                                                           | 64    |       |
| 22. Januar | Ernst Emmert                          | deutscher Jurist und Offizier                                                                                                   | 44    |       |
| 22. Januar | Adam Grünewald                        | deutscher SS-Sturmbannführer und Lagerkommandant des Konzentrationslagers Herzogenbusch                                         | 42    |       |
| 22. Januar | Walter Angus Keeling                  | US-amerikanischer Jurist und Politiker                                                                                          | 71    |       |
| 22. Januar | Else Lasker-Schüler                   | deutsche Lyrikerin | 75    |       |
| 22. Januar | Rudolf Michaelis                      | deutscher Politiker (NSDAP), MdR                                                                                                | 42    |       |
| 22. Januar | Joseph Roth                           | deutscher Politiker (Zentrum), Lehrer                                                                                           | 48    |       |
| 22. Januar | Jan Skala                             | sorbischer Publizist und Schriftsteller                                                                                         | 55    |       |
| 22. Januar | Willi Skamira                         | deutscher Politiker (KPD), MdR                                                                                                  | 47    |       |
| 22. Januar | Arthur Symons                         | englischer Lyriker und Kritiker                                                                                                 | 79    |       |
| 22. Januar | Alfred Wolfenstein                    | expressionistischer Lyriker, Dramatiker und Übersetzer                                                                          | 61    |       |
| 22. Januar | Yanagawa Heisuke                      | japanischer General des Heeres im Russisch-Japanischen Krieg, Zweiten Japanisch-Chinesischen Krieg und Pazifikkrieg             | 65    |       |
| 22. Januar | Vittorio Italico Zupelli              | italienischer Generalleutnant, Politiker, Senator und Minister                                                                  | 85    |       |
| 23. Januar | Franciszek Alter                      | polnischer Brigadegeneral | 55    |       |
| 23. Januar | Eugen Bolz                            | deutscher Politiker (Zentrum), MdR, Staatspräsident und Innenminister von Württemberg, Widerstandskämpfer                       | 63    |       |
| 23. Januar | Reinhold Frank                        | deutscher Rechtsanwalt, Opfer des NS-Regimes                                                                                    | 48    |       |
| 23. Januar | Goswin Frenken                        | deutscher Literaturwissenschaftler und Opfer des Nationalsozialismus                                                            | 57    |       |
| 23. Januar | Paul Garcet                           | belgischer Arbeiterführer | 44    |       |
| 23. Januar | Nikolaus Groß                         | deutscher Gewerkschafter, NS-Opfer                                                                                              | 46    |       |
| 23. Januar | Theodor Haubach                       | deutscher Journalist, Politiker (SPD), MdHB und Widerstandskämpfer gegen den Nationalsozialismus                                | 48    |       |
| 23. Januar | Hermann Kaiser                        | deutscher Lehrer, Offizier und Widerstandskämpfer                                                                               | 59    |       |
| 23. Januar | Albert Kuntz                          | Widerstandskämpfer | 48    |       |
| 23. Januar | Helmuth James Graf von Moltke         | deutscher Jurist und Widerstandskämpfer; Begründer der Widerstandsgruppe Kreisauer Kreis                                        | 37    |       |
| 23. Januar | Robert Siegfried Nagel                | österreichischer Lehrer, Übersetzer und Schriftsteller                                                                          | 69    |       |
| 23. Januar | Erwin Planck                          | deutscher Politiker | 51    |       |
| 23. Januar | Hermann Recknagel                     | deutscher Offizier und General der Infanterie                                                                                   | 52    |       |
| 23. Januar | Gregor Richter                        | deutscher katholischer Theologe, Philosoph und Historiker                                                                       | 70    |       |
| 23. Januar | Ludwig Schwamb                        | sozialdemokratischer Jurist und Politiker, Widerstandskämpfer gegen die nationalsozialistische Diktatur                         | 54    |       |
| 23. Januar | Franz Sperr                           | deutscher Offizier, Jurist, Diplomat und Widerstandskämpfer                                                                     | 66    |       |
| 23. Januar | Busso Thoma                           | deutscher Kaufmann, als Mitwisser der Attentatspläne (20. Juli 1944) hingerichtet                                               | 45    |       |
| 24. Januar | Hasi Aslanow                          | sowjetisch-aserbaidschanischer Panzerkommandant, Generalmajor der sowjetischen Armee und „Held der Sowjetunion“                 | 34    |       |
| 24. Januar | Erna Becker-Ernst                     | deutsche Komponistin | 59    |       |
| 24. Januar | Alick Bevan                           | britischer Radrennfahrer | 29    |       |
| 24. Januar | Georg Busse                           | deutscher Rittergutsbesitzer, Jurist und Politiker, MdHdA, Mitglied des Sejm                                                    | 74    |       |
| 24. Januar | Heinrich Dalla Rosa                   | österreichischer katholischer Priester und NS-Gegner                                                                            | 35    |       |
| 24. Januar | Karl Isenbeck                         | deutscher Pflanzenzuchtwissenschaftler                                                                                          | 40    |       |
| 24. Januar | Benno Jacob                           | deutscher liberaler Rabbiner | 82    |       |
| 24. Januar | Alfred Mottard                        | belgischer Radsportler | 52    |       |
| 24. Januar | Carl Franz Noack                      | deutscher Architekt, Baubeamter, Bauingenieur, Stadtplaner                                                                      | 89    |       |
| 24. Januar | Hans von Pranckh                      | deutscher Offizier sowie Schlossbesitzer und Heimwehrführer in Österreich                                                       | 56    |       |
| 24. Januar | Emilio Rosenblueth                    | mexikanischer Maler und Zeichner                                                                                                | 48    |       |
| 24. Januar | Wilhelm Sporleder                     | deutscher Gastwirt, sozialdemokratischer Kommunalpolitiker und Opfer des Nationalsozialismus                                    | 70    |       |
| 24. Januar | Friedrich Stuhr                       | deutscher Archivar und Historiker                                                                                               | 77    |       |
| 25. Januar | Hanns Breitenbach                     | deutscher Bildhauer | 54    |       |
| 25. Januar | Frederika Broeksmit                   | niederländische Malerin und Zeichnerin                                                                                          | 69    |       |
| 25. Januar | René Carmille                         | Generalrevisor der französischen Streitkräfte und Mitglied der Résistance                                                       |       |       |
| 25. Januar | Walther Reichel                       | deutscher Klassischer Archäologe                                                                                                | 30    |       |
| 25. Januar | Frank R. Reid                         | US-amerikanischer Politiker | 65    |       |
| 25. Januar | Georg Scholz                          | deutscher römisch-katholischer Geistlicher und Märtyrer                                                                         | 45    |       |
| 25. Januar | Paul Weimann                          | deutscher Maler | 77    |       |
| 26. Januar | Johannes Block                        | deutscher Offizier, zuletzt General der Infanterie im Zweiten Weltkrieg                                                         | 50    |       |
| 26. Januar | Jean-Noël Charbonneau                 | kanadischer Chorleiter, Komponist und Musikpädagoge                                                                             | 69    |       |
| 26. Januar | Gustav Elfert                         | deutscher Widerstandskämpfer | 59    |       |
| 26. Januar | Thaddäus Engert                       | deutscher Theologe | 69    |       |
| 26. Januar | Jacob van der Kop                     | niederländischer Sportschütze                                                                                                   | 76    |       |
| 26. Januar | Jaroslav Lonek                        | tschechoslowakischer Flugzeugkonstrukteur, Pilot und Widerstandskämpfer gegen den Nationalsozialismus                           | 40    |       |
| 26. Januar | Elisabeth Mill                        | deutsche Schneiderin und Opfer der NS-Kriegsjustiz                                                                              | 47    |       |
| 26. Januar | Günther von Niebelschütz              | deutscher Offizier, General der Infanterie im Zweiten Weltkrieg                                                                 | 62    |       |
| 26. Januar | Adolf Nill                            | deutscher Tierarzt und Zoodirektor                                                                                              | 83    |       |
| 26. Januar | Herbert von Obwurzer                  | österreichischer Offizier sowie SS-Brigadeführer                                                                                | 56    |       |
| 26. Januar | Tom Pendergast                        | US-amerikanischer Unternehmer und Politiker                                                                                     | 71    |       |
| 26. Januar | Walter Spitta                         | deutscher evangelischer Pfarrer und Mitglied der Bekennenden Kirche                                                             | 41    |       |
| 26. Januar | Heinrich Wagner                       | deutscher Politiker (KPD), Abgeordneter des Oldenburger Landtags                                                                | 58    |       |
| 27. Januar | Berto Barbarani                       | italienischer Journalist und Schriftsteller                                                                                     | 72    |       |
| 27. Januar | Paul Dienstag                         | deutscher Rechtswissenschaftler und Rechtsanwalt                                                                                | 59    |       |
| 27. Januar | Otto Fuhrmann                         | Schweizer Parasitologe | 73    |       |
| 27. Januar | Friedrich Hess                        | österreichisch-schweizerischer Heimatforscher                                                                                   | 61    |       |
| 27. Januar | Gideon Klein                          | tschechischer Komponist | 25    |       |
| 27. Januar | Karl Landauer                         | deutscher Psychoanalytiker | 57    |       |
| 27. Januar | Johannes Lindenblatt                  | deutscher römisch-katholischer Priester und Märtyrer                                                                            | 62    |       |
| 27. Januar | Marcus Runge                          | deutscher Orgelbauer | 79    |       |
| 27. Januar | Antal Szerb                           | ungarischer Literaturwissenschaftler und Schriftsteller                                                                         | 43    |       |
| 27. Januar | Fred Voelckerling                     | deutscher Bildhauer und Maler                                                                                                   | 72    |       |
| 28. Januar | Richard Baldus                        | deutscher Mathematiker | 59    |       |
| 28. Januar | Anton Bock                            | deutscher Verleger | 60    |       |
| 28. Januar | Walter Kohler                         | deutscher Kunst- und Glasmaler                                                                                                  | 41    |       |
| 28. Januar | Konrad Lerch                          | deutscher Geistlicher und Jesuit                                                                                                | 39    |       |
| 28. Januar | Erich zu Putlitz                      | deutscher Architekt | 52    |       |
| 28. Januar | Georg Raddatz                         | deutscher Klassischer Philologe                                                                                                 | 59    |       |
| 28. Januar | Ernest E. Rogers                      | US-amerikanischer Politiker | 78    |       |
| 28. Januar | Rosa Jegorowna Schanina               | sowjetische Scharfschützin im Zweiten Weltkrieg                                                                                 | 20    |       |
| 28. Januar | Walter Schmidt von Schmidtseck        | preußischer Generalleutnant | 79    |       |
| 28. Januar | Wolfgang Spielhagen                   | deutscher Kommunalbeamter, stellvertretender Bürgermeister von Breslau                                                          | 53    |       |
| 29. Januar | Gustav Felix Flatow                   | deutscher Turner und Olympiasieger                                                                                              | 70    |       |
| 29. Januar | Ilja Alexandrowitsch Golossow         | russischer Architekt und Hochschullehrer                                                                                        | 61    |       |
| 29. Januar | Josef Höhn                            | deutscher Widerstandskämpfer gegen den Nationalsozialismus                                                                      | 42    |       |
| 29. Januar | Karl Holzfäller                       | deutscher Antifaschist, Berliner Stadtverordneter und Gründungsmitglied der KPD                                                 | 60    |       |
| 29. Januar | Paul Hungar                           | deutscher Komponist und Violinist                                                                                               | 57    |       |
| 29. Januar | Hans Leipelt                          | deutscher Student und Mitglied der Weißen Rose                                                                                  | 23    |       |
| 29. Januar | Josef Losch                           | deutscher römisch-katholischer Geistlicher und Opfer der NS-Kriegsjustiz                                                        | 44    |       |
| 29. Januar | Karl Lüdtke                           | deutscher Kommunist und Widerstandskämpfer gegen den Nationalsozialismus                                                        | 39    |       |
| 29. Januar | Karl Heinrich Schäfer                 | deutscher Kirchenhistoriker und Archivar                                                                                        | 73    |       |
| 29. Januar | Emil Schön                            | deutscher Fechter | 72    |       |
| 29. Januar | Egmont Schultz                        | deutscher Werkzeugmacher und als Mitstreiter der Saefkow-Jacob-Bästlein-Organisation ein Widerstandskämpfer gegen das NS-Regime | 41    |       |
| 29. Januar | Rudolf Seiffert                       | deutscher Kommunist, Arbeitersportler und Widerstandskämpfer                                                                    | 36    |       |
| 29. Januar | Herbert Splanemann                    | deutscher Widerstandskämpfer und Kommunist                                                                                      | 32    |       |
| 29. Januar | Friedrich Tischler                    | deutscher Ornithologe | 63    |       |
| 29. Januar | Mimis Vitsoris                        | griechischer Maler und Bildhauer                                                                                                |       |       |
| 29. Januar | Wilhelm Cornelius Werhahn             | deutscher Unternehmer | 53    |       |
| 30. Januar | Herbert L. Clarke                     | US-amerikanischer Kornettist und Komponist                                                                                      | 77    |       |
| 30. Januar | Kuno von Eltz-Rübenach                | deutscher Politiker (NSDAP), MdR, MdL und SS-Brigadeführer                                                                      | 40    |       |
| 30. Januar | Walter Furthmann                      | deutscher Architekt | 71    |       |
| 30. Januar | William Edmund Goodenough             | britischer Admiral | 77    |       |
| 30. Januar | Klara Griefahn                        | jüdische Ärztin | 47    |       |
| 30. Januar | Jur Haak                              | niederländischer Fußballspieler                                                                                                 | 52    |       |
| 30. Januar | Gottlieb Haberlandt                   | österreichisch-deutscher Botaniker                                                                                              | 90    |       |
| 30. Januar | Nikolaus Heilmann                     | deutscher Offizier, SS-Brigadeführer und Generalmajor der Waffen-SS                                                             | 41    |       |
| 30. Januar | Tine van Klooster                     | niederländische Malerin | 50    |       |
| 30. Januar | Pedro Paulet                          | peruanischer Chemiker, Architekt, Diplomat und Visionär der Raumfahrt                                                           | 70    |       |
| 30. Januar | Marie Reynoard                        | französische Widerstandskämpferin gegen den Nationalsozialismus                                                                 | 47    |       |
| 30. Januar | Teodor Trajanow                       | bulgarischer Dichter | 63    |       |
| 30. Januar | Wedego von Wedel                      | deutscher Verwaltungsbeamter | 45    |       |
| 31. Januar | Franz Aschenwald                      | österreichischer Skisportler | 32    |       |
| 31. Januar | Arthur Birch-Hirschfeld               | deutscher Hochschullehrer, Professor für Augenheilkunde und Rektor der Universität Königsberg                                   | 73    |       |
| 31. Januar | Al Blozis                             | US-amerikanischer American-Football-Spieler                                                                                     | 26    |       |
| 31. Januar | Friedrich Küter                       | deutscher Politiker | 65    |       |
| 31. Januar | Max Otto Lagally                      | deutscher Mathematiker und Physiker                                                                                             | 64    |       |
| 31. Januar | Rudolf Lemke                          | deutscher Opernsänger | 38    |       |
| 31. Januar | Wilhelm Martinke                      | deutscher Widerstandskämpfer gegen den Nationalsozialismus                                                                      | 35    |       |
| 31. Januar | Erich von Müller                      | deutscher Marineoffizier und Diplomat                                                                                           | 67    |       |
| 31. Januar | Franz Petrich                         | deutscher Journalist und Politiker (SPD), MdR                                                                                   | 55    |       |
| 31. Januar | Karl Otto von Salisch                 | deutscher Polizeibeamter und SS-Hauptsturmführer                                                                                | 42    |       |
| 31. Januar | Eddie Slovik                          | US-amerikanischer Soldat im Zweiten Weltkrieg wegen Fahnenflucht hingerichtet                                                   | 24    |       |
| 31. Januar | Karl von Waldow und Reitzenstein      | deutscher Rittergutsbesitzer, Förster und Politiker, MdR                                                                        | 87    |       |
|            | Gerhard Bergmann                      | deutscher Historiker und Leiter einer Hochschule für Lehrerbildung                                                              | 43    |       |
|            | Kurt Bornitz                          | deutscher evangelischer Pfarrer, Gegner des Nationalsozialismus und NS-Opfer                                                    | 45    |       |
|            | Albert Borowski                       | sozialdemokratischer Politiker                                                                                                  | 68    |       |
|            | Karl Budding                          | deutscher Verwaltungsjurist | 74    |       |
|            | Peter Carstens                        | deutscher Tierzuchtgenetiker und SS-Oberführer                                                                                  | 41    |       |
|            | Jean Devoissoux                       | französischer Bahnradsportler und Weltmeister                                                                                   | 55    |       |
|            | Fritz Dietrich                        | deutscher Komponist | 39    |       |
|            | Auguste Dupuis-Yacouba                | französischer Missionar und Ethnologe                                                                                           | 79    |       |
|            | Adolf Heiß                            | deutscher Offizier und Führer des Wehrverbandes Reichsflagge                                                                    | 62    |       |
|            | Horst Henschel                        | deutscher Heimatforscher |       |       |
|            | Carl Friedrich Hrauda                 | anglikanischer Priester | 63    |       |
|            | Heinz Johannes                        | deutscher Architekt, Bauforscher und Denkmalpfleger                                                                             | 43    |       |
|            | Gustav Krojer                         | österreichischer Fußballspieler und Leichtathlet                                                                                | 59    |       |
|            | Emil Manz                             | deutscher Bildhauer | 64    |       |
|            | Ernst Eduard von Mensenkampff         | baltischer Journalist und estländischer Landrat                                                                                 | 48    |       |
|            | Otto Oehring                          | deutscher Kommunist (KPD/KPO) und Widerstandskämpfer                                                                            | 52    |       |
|            | Wilhelm Repschläger                   | deutscher Politiker (SPF, KPD), MdR                                                                                             | 74    |       |
|            | Leyb Rozental                         | litauisch-jüdisch-russischer Librettist und Bühnenautor                                                                         | 28    |       |
|            | Erich Rußek                           | deutscher Politiker (NSDAP), MdR                                                                                                | 51    |       |
|            | Albert Schamoni                       | deutscher Lehrer und Maler | 38    |       |
|            | Gustav Schorsch                       | tschechischer Bühnenschauspieler                                                                                                |       |       |
|            | Max Strötzel                          | deutscher Politiker (KPD), MdR                                                                                                  | 59    |       |

## Februar
| Tag         | Name                               | Beruf, bekannt als | Alter | Beleg |
| ----------- | ---------------------------------- | --- | ----- | ----- |
| 1. Februar  | Iwan Iwanow Bagrjanow              | bulgarischer Politiker und Ministerpräsident                                                                             | 53    |       |
| 1. Februar  | Iwan Beschkow                      | bulgarischer Politiker                                                                                                   | 48    |       |
| 1. Februar  | Dobri Boschilow                    | bulgarischer Politiker und Ministerpräsident                                                                             | 60    |       |
| 1. Februar  | Karli Bozenhard-Hücker             | österreichisch-deutsche Theaterschauspielerin                                                                            | 78    |       |
| 1. Februar  | Wilhelm von Brozowski              | preußischer Generalmajor                                                                                                 | 92    |       |
| 1. Februar  | Fritz Brüderlein                   | deutscher Widerstandskämpfer gegen die nationalsozialistische Gewaltherrschaft                                           | 58    |       |
| 1. Februar  | Elias Diaconide                    | rumänischer Romanist und Rumänist                                                                                        | 53    |       |
| 1. Februar  | Erich Egerland                     | deutscher Kommunist und Widerstandskämpfer gegen den Nationalsozialismus                                                 | 37    |       |
| 1. Februar  | Petar Gabrowski                    | bulgarischer Politiker und Ministerpräsident                                                                             | 46    |       |
| 01. Februar | Thomas Homewood                    | britischer Tauzieher | 63    |       |
| 1. Februar  | Johan Huizinga                     | niederländischer Kulturhistoriker                                                                                        | 72    |       |
| 1. Februar  | William Alvara Humphrey            | englischer Geologe und Mineraloge                                                                                        | 68    |       |
| 1. Februar  | Paul Kampffmeyer                   | deutscher Publizist | 80    |       |
| 1. Februar  | Kyrill von Bulgarien               | bulgarischer Prinzregent                                                                                                 | 49    |       |
| 1. Februar  | Albert Leidmann                    | deutscher Boxer | 36    |       |
| 1. Februar  | Josef Schreiber                    | deutscher Oberfeldwebel im Zweiten Weltkrieg                                                                             | 25    |       |
| 1. Februar  | Francis Seiberling                 | US-amerikanischer Politiker                                                                                              | 74    |       |
| 1. Februar  | Michael von Witowski               | deutscher Benediktiner, Abt des Klosters Weingarten (1929 bis 1933), später Weltpriester in Berlin                       | 59    |       |
| 2. Februar  | Adolf Brand                        | Herausgeber der ersten Schwulenzeitschrift der Welt                                                                      | 70    |       |
| 2. Februar  | Alfred Delp                        | deutscher Jesuit und Widerstandskämpfer                                                                                  | 37    |       |
| 2. Februar  | Bogdan Filow                       | bulgarischer Politiker und Archäologe, Ministerpräsident (1940–1943)                                                     | 61    |       |
| 2. Februar  | Carl Friedrich Goerdeler           | deutscher Jurist, Politiker (DNVP) und Widerstandskämpfer gegen den Nationalsozialismus                                  | 60    |       |
| 2. Februar  | Gustav Heisterman von Ziehlberg    | deutscher Generalleutnant sowie Widerstandskämpfer                                                                       | 46    |       |
| 2. Februar  | Otto Herold                        | Schweizer evangelischer Theologe und Wegbereiter der ökumenischen Bewegung                                               | 96    |       |
| 2. Februar  | Joseph Hunt                        | US-amerikanischer Tennisspieler                                                                                          | 25    |       |
| 2. Februar  | Julius Jordan                      | deutscher Vorderasiatischer Archäologe                                                                                   | 67    |       |
| 2. Februar  | Gerhard Korte                      | deutscher Kaufmann und Bergbau-Unternehmer, Vorsitzender des Deutschen Kalisyndikats                                     | 87    |       |
| 2. Februar  | Eugen Guido Lammer                 | österreichischer Alpinist und alpiner Schriftsteller                                                                     | 81    |       |
| 2. Februar  | Rudi Lattner                       | deutscher Arbeitersportler und antifaschistischer Widerstandskämpfer                                                     | 40    |       |
| 2. Februar  | Albert Mellin                      | preußischer Verwaltungsjurist und Landrat                                                                                | 43    |       |
| 2. Februar  | Ferdinando Maria Poggioli          | italienischer Filmregisseur und Filmeditor                                                                               | 47    |       |
| 2. Februar  | Fjodor Andrianowitsch Poletajew    | russischer Soldat und Resistenzakämpfer                                                                                  | 35    |       |
| 2. Februar  | Johannes Popitz                    | deutscher Politiker und Widerstandskämpfer gegen den Nationalsozialismus                                                 | 60    |       |
| 2. Februar  | Georg Rasel                        | deutscher Maler, Grafiker und Zeichner                                                                                   | 63    |       |
| 2. Februar  | Max Ringeisen                      | Schweizer Dirigent und Komponist                                                                                         | ≈82   |       |
| 2. Februar  | Elisabeth Rose                     | deutsche Schneiderin und Opfer der NS-Kriegsjustiz                                                                       | 34    |       |
| 2. Februar  | Friedrich Schirmer                 | deutscher Politiker, Oberbürgermeister von Wittenberg                                                                    | 85    |       |
| 2. Februar  | Richard Schumann                   | deutsch-österreichischer Astronom und Geodät                                                                             | 80    |       |
| 3. Februar  | Kurt Apitz                         | deutscher Pathologe und Hochschullehrer                                                                                  | 38    |       |
| 3. Februar  | Franz Aschgan                      | österreichischer Politiker (SdP), Mitglied des Kärntner Landtags                                                         | 45    |       |
| 3. Februar  | Imre Breznay                       | ungarischer Maler | 25    |       |
| 3. Februar  | Anton Dorfmeister                  | österreichischer Politiker (NSDAP)                                                                                       | 33    |       |
| 3. Februar  | Albert Dufour von Féronce          | deutscher Diplomat | 76    |       |
| 3. Februar  | Friedrich Feld                     | deutscher Hochschullehrer und ein Begründer der Wirtschaftspädagogik                                                     | 57    |       |
| 3. Februar  | Roland Freisler                    | deutscher Jurist und Politiker (NSDAP), Präsident des Volksgerichtshofes, MdR, MdL                                       | 51    |       |
| 3. Februar  | Ernst Hartmann                     | deutscher SS- und Polizeiführer                                                                                          | 47    |       |
| 3. Februar  | Theodor Kellermann                 | deutscher römisch-katholischer Geistlicher                                                                               | 33    |       |
| 3. Februar  | José Rolón                         | mexikanischer Komponist                                                                                                  | 68    |       |
| 3. Februar  | Horst Sander                       | deutscher Musikverleger und Kulturfunktionär                                                                             | 40    |       |
| 3. Februar  | Friedrich Wintterlin               | deutscher Rechts- und Verfassungshistoriker und Archivdirektor                                                           | 77    |       |
| 4. Februar  | Eduard Bornschein                  | deutscher Musiklehrer und Komponist                                                                                      | 61    |       |
| 4. Februar  | Michel Doré                        | französischer Autorennfahrer                                                                                             | 53    |       |
| 4. Februar  | Johann Eilts                       | deutscher Politiker (KPD)                                                                                                | 50    |       |
| 4. Februar  | Heinrich Hagenbeck                 | deutscher Tierparkdirektor und Gestalter von Tierparks                                                                   | 69    |       |
| 4. Februar  | Cecil Kimber                       | britischer Begründer und langjähriger Geschäftsführer von MG                                                             | 56    |       |
| 4. Februar  | Pauline Krone                      | deutsche Schriftstellerin und Philanthropin                                                                              | 85    |       |
| 4. Februar  | Edmond Marin La Meslée             | französischer Pilot | 32    |       |
| 4. Februar  | Karl Rüsewald                      | deutscher Pädagoge | 64    |       |
| 4. Februar  | Leo Schönbach                      | deutscher Musiker und Kapellmeister                                                                                      | 52    |       |
| 4. Februar  | Eduard Zorn                        | deutscher Generalmajor                                                                                                   | 43    |       |
| 5. Februar  | Denise Bloch                       | französische Agentin, Résistancekämpferin und NS-Opfer                                                                   | 29    |       |
| 5. Februar  | Hermann Danz                       | deutscher Politiker (KPD), Widerstandskämpfer                                                                            | 38    |       |
| 5. Februar  | Orlando Goñi                       | argentinischer Tangopianist und Bandleader                                                                               | 31    |       |
| 5. Februar  | Georges Kars                       | tschechischer Maler und Zeichner                                                                                         | 64    |       |
| 5. Februar  | Max von Millenkovich               | österreichischer Schriftsteller und Direktor des k.k. Hofburgtheaters                                                    | 78    |       |
| 5. Februar  | Josef Müller                       | deutscher Volkskundler, Herausgeber des Rheinischen Wörterbuchs                                                          | 69    |       |
| 5. Februar  | Theodor Neubauer                   | deutscher Politiker (KPD, DDP, NLP, USPD), MdL, MdR und Widerstandskämpfer                                               | 54    |       |
| 5. Februar  | Ragnar Östberg                     | schwedischer Architekt                                                                                                   | 78    |       |
| 5. Februar  | Friedrich Rödel                    | deutscher Widerstandskämpfer gegen den Nationalsozialismus                                                               | 56    |       |
| 5. Februar  | Lilian Rolfe                       | britische Widerstandskämpferin im besetzten Frankreich                                                                   | 30    |       |
| 5. Februar  | Victor Henri Rutgers               | niederländischer Jurist, Hochschullehrer, Politiker und Widerständler                                                    | 67    |       |
| 5. Februar  | Johann Schellheimer                | deutscher Widerstandskämpfer                                                                                             | 45    |       |
| 5. Februar  | Karl Schrammel                     | deutscher römisch-katholischer Geistlicher und Märtyrer                                                                  | 37    |       |
| 5. Februar  | Martin Schwantes                   | deutscher Kommunist und Widerstandskämpfer                                                                               | 40    |       |
| 5. Februar  | Violette Szabo                     | französische Agentin und Widerstandskämpferin gegen den Nationalsozialismus                                              | 23    |       |
| 6. Februar  | Robert Brasillach                  | französischer Schriftsteller, Journalist und Filmkritiker                                                                | 35    |       |
| 6. Februar  | Nikolai Michailowitsch Danilin     | russischer und sowjetischer Chorleiter, Dirigent und Musikpädagoge                                                       | 66    |       |
| 6. Februar  | August Hampe                       | deutscher Jurist und Politiker (BNP), MdR                                                                                | 78    |       |
| 6. Februar  | Fritz Hellmann                     | deutscher klassischer Philologe                                                                                          | 36    |       |
| 6. Februar  | Erwin Kluckhohn                    | deutscher Kunsthistoriker                                                                                                | 30    |       |
| 6. Februar  | Ottokar Menzel                     | deutscher Historiker | 33    |       |
| 6. Februar  | Hildegund Menzel-Rogner            | deutsche Philosophin | 34    |       |
| 6. Februar  | Simon Ratnowsky                    | russisch-schweizerischer Physiker                                                                                        | 60    |       |
| 6. Februar  | Martin Stier                       | deutscher Jurist | 41    |       |
| 6. Februar  | Otto Thörner                       | deutscher Pädagoge und Heimatdichter                                                                                     | 71    |       |
| 6. Februar  | István Tóth-Potya                  | ungarischer Fußballspieler und -trainer                                                                                  | 53    |       |
| 6. Februar  | Bernhard Waber                     | deutscher General | 60    |       |
| 6. Februar  | Erwin Wegner                       | deutscher Leichtathlet und Olympiateilnehmer                                                                             | 35    |       |
| 7. Februar  | Max Bing                           | deutscher Schauspieler und Hörspielregisseur                                                                             | 59    |       |
| 7. Februar  | Heinrich Bockelmann                | deutscher Bankier und Diplomat                                                                                           | 74    |       |
| 7. Februar  | Paul Ditisheim                     | Schweizer Uhr- und Chronometermacher                                                                                     | 76    |       |
| 7. Februar  | Bruno Ehrlich                      | deutscher Lehrer und Heimatforscher, Prähistoriker                                                                       | 76    |       |
| 7. Februar  | Hubert Fischer                     | deutscher Fußballtorhüter                                                                                                | 25    |       |
| 7. Februar  | Werner Hundertmark                 | deutscher Buchhändler und Dichter                                                                                        | 35    |       |
| 7. Februar  | Otto Leisegang                     | deutscher evangelischer Theologe                                                                                         | 84    |       |
| 7. Februar  | Karl Schwitalle                    | deutscher Gewichtheber                                                                                                   | 38    |       |
| 8. Februar  | Achim von Akerman                  | deutschbaltischer Schriftsteller und Philologe                                                                           | 35    |       |
| 8. Februar  | Margarete Blank                    | deutsche Ärztin | 43    |       |
| 8. Februar  | Eugen Deutsch                      | deutscher Gewichtheber                                                                                                   | 37    |       |
| 8. Februar  | Oskar Janicki                      | österreichischer Politiker (SDAP), Abgeordneter zum Nationalrat                                                          | 61    |       |
| 8. Februar  | Heinrich Kley                      | deutscher Zeichner, Karikaturist und Maler                                                                               | 81    |       |
| 8. Februar  | Robert Mallet-Stevens              | avantgardistischer französischer Architekt                                                                               | 58    |       |
| 8. Februar  | Franz Roser                        | deutscher katholischer Geistlicher                                                                                       | 62    |       |
| 8. Februar  | Rudolf Sabisch                     | deutscher römisch-katholischer Geistlicher und Märtyrer                                                                  | 35    |       |
| 8. Februar  | Italo Santelli                     | italienischer Fechter | 78    |       |
| 8. Februar  | Josef Schuster                     | österreichischer Stilllebenmaler                                                                                         | 71    |       |
| 8. Februar  | Richard Werner                     | österreichisch-tschechischer Medizinprofessor und Opfer des Holocaust                                                    | 69    |       |
| 8. Februar  | Julius Wolff                       | niederländischer Mathematiker                                                                                            | 62    |       |
| 9. Februar  | Alfred Berg                        | deutscher Pädagoge und Schriftsteller                                                                                    | 68    |       |
| 9. Februar  | Harry C. Canfield                  | US-amerikanischer Politiker                                                                                              | 69    |       |
| 9. Februar  | Raphaël Élizé                      | französischer Kommunalpolitiker, Bürgermeister und Résistancekämpfer                                                     | 54    |       |
| 9. Februar  | Walter Empacher                    | deutscher Kommunist und Widerstandskämpfer gegen den Nationalsozialismus                                                 | 39    |       |
| 9. Februar  | Karl Fryksdahl                     | schwedischer Dreispringer                                                                                                | 59    |       |
| 9. Februar  | Richard Geiger                     | österreichischer Maler                                                                                                   | 74    |       |
| 9. Februar  | Heinrich Gelzer                    | Schweizer Romanist | 62    |       |
| 9. Februar  | Adolphe Hamburger                  | niederländischer Schauspieler bei Bühne und Film                                                                         | 46    |       |
| 9. Februar  | Laura Hilgermann                   | österreichisch-ungarische Opernsängerin (Sopran/Alt) und Gesangspädagogin                                                | 75    |       |
| 9. Februar  | Emil Homann                        | österreichischer Beamter und Minister                                                                                    | 82    |       |
| 9. Februar  | Stephan Jaray-Janetschek           | ungarischer Komponist | 76    |       |
| 9. Februar  | Werner Krause                      | deutscher KPD-Funktionär und Widerstandskämpfer gegen den Nationalsozialismus                                            | 37    |       |
| 9. Februar  | Viktor Kühne                       | preußischer General der Artillerie                                                                                       | 87    |       |
| 9. Februar  | Theodor Lockemann                  | deutscher Bibliothekar                                                                                                   | 59    |       |
| 9. Februar  | George Maduro                      | niederländischer Student und Widerstandskämpfer                                                                          | 28    |       |
| 9. Februar  | Karl Mayr                          | deutscher Politiker und Offizier                                                                                         | 62    |       |
| 9. Februar  | Josef Pontiller                    | österreichischer Benediktiner, vom NS-Regime hingerichtet                                                                | 55    |       |
| 9. Februar  | Otto Seesemann                     | deutsch-baltischer evangelischer Theologe                                                                                | 78    |       |
| 9. Februar  | Werner Straub                      | deutscher protestantischer Geistlicher der Bekennenden Kirche                                                            | 43    |       |
| 9. Februar  | Ferenc von Tompa                   | ungarischer Prähistoriker                                                                                                | 52    |       |
| 9. Februar  | Wolfgang Weichardt                 | deutscher Bakteriologe, Serologe und Hygieniker                                                                          | 69    |       |
| 9. Februar  | Alfred Ludwig Wieruszowski         | deutscher Jurist, Senatspräsident am Oberlandesgericht Köln sowie Professor an der Universität zu Köln                   | 87    |       |
| 10. Februar | Carl Ludwig Bossart                | deutscher evangelisch-lutherischer Geistlicher                                                                           | 78    |       |
| 10. Februar | Franz Hofmann                      | deutscher Komponist | 24    |       |
| 10. Februar | Richard Karutz                     | deutscher HNO-Arzt und Ethnologe                                                                                         | 77    |       |
| 10. Februar | Giovanni Palatucci                 | italienischer Polizist                                                                                                   | 35    |       |
| 10. Februar | Malte zu Putbus                    | deutscher Gutsbesitzer                                                                                                   | 56    |       |
| 10. Februar | Hans Schönrath                     | deutscher Boxer | 42    |       |
| 10. Februar | Baillie Scott                      | britischer Architekt und Innenarchitekt                                                                                  | 79    |       |
| 10. Februar | Juhan Sütiste                      | estnischer Schriftsteller, Dramaturg und Theaterkritiker                                                                 | 45    |       |
| 10. Februar | Georg Thieler                      | deutscher Jurist, Bürgermeister von Jena (1885–1889)                                                                     | 90    |       |
| 10. Februar | Oskar Zdralek                      | deutscher Ingenieur und Hochschullehrer                                                                                  | 45    |       |
| 11. Februar | Theodor Babilon                    | deutscher Widerstandskämpfer                                                                                             | 45    |       |
| 11. Februar | Azeglio Bemporad                   | italienischer Astronom                                                                                                   | 69    |       |
| 11. Februar | Helmut Dörner                      | deutscher SS-Führer im Zweiten Weltkrieg                                                                                 | 35    |       |
| 11. Februar | Al Dubin                           | amerikanischer Komponist und Textdichter                                                                                 | 53    |       |
| 11. Februar | Friedrich Erhard Haag              | deutscher Mediziner, Hochschullehrer und Rassenhygieniker                                                                | 48    |       |
| 11. Februar | Julius Helmstädter                 | deutscher Politiker (SPD)                                                                                                | 65    |       |
| 11. Februar | Joachim Karsch                     | deutscher Bildhauer und Graphiker                                                                                        | 47    |       |
| 11. Februar | Ludwig Kirschner                   | deutscher Offizier, zuletzt Generalmajor im Zweiten Weltkrieg                                                            | 40    |       |
| 11. Februar | Joachim Rumohr                     | deutscher Militär, Generalmajor der Waffen-SS                                                                            | 34    |       |
| 11. Februar | Berta Schäfer                      | deutsche Widerstandskämpferin in der NS-Zeit                                                                             | 54    |       |
| 11. Februar | Gerhard Schmidhuber                | deutscher Generalmajor im Zweiten Weltkrieg                                                                              | 50    |       |
| 11. Februar | Karl Strasser                      | deutscher Architekt und Geheimer Baurat                                                                                  | 75    |       |
| 11. Februar | August Zehender                    | deutscher Offizier, Generalmajor der Waffen-SS                                                                           | 41    |       |
| 12. Februar | Julius Baruch                      | deutscher Ringer und Gewichtheber                                                                                        | 52    |       |
| 12. Februar | Adolf Gebhard Bender               | deutscher Schulbruder und Märtyrer                                                                                       | 30    |       |
| 12. Februar | Hans Buttersack                    | deutscher Rechtsanwalt                                                                                                   | 64    |       |
| 12. Februar | Adamello Collini                   | italienischer Bergführer, Hüttenwirt und NS-Opfer                                                                        | 58    |       |
| 12. Februar | Hans Deiker                        | deutscher Maler | 68    |       |
| 12. Februar | Berthwin Philibert Gelb            | deutscher Schulbruder und Märtyrer                                                                                       | 31    |       |
| 12. Februar | Walraven van Hall                  | niederländischer Bankier und Widerstandskämpfer                                                                          | 39    |       |
| 12. Februar | Gerfried Joseph Hastreiter         | deutscher Schulbruder und Märtyrer                                                                                       | 32    |       |
| 12. Februar | Wilhelm Hengelbrock                | deutscher römisch-katholischer Geistlicher                                                                               | 37    |       |
| 12. Februar | Lambert Romanus Kämmerling         | deutscher Schulbruder und Märtyrer                                                                                       | 27    |       |
| 12. Februar | Dmytro Kljatschkiwskyj             | nationalistischer ukrainischer Politiker und Kommandeur bei der Ukrainischen Aufstandsarmee                              | 33    |       |
| 12. Februar | Hartmann Hubert Kreitner           | deutscher Schulbruder und Märtyrer                                                                                       | 32    |       |
| 12. Februar | Friedebert-Johannes Kuntz          | deutscher Schulbruder und Märtyrer                                                                                       | 29    |       |
| 12. Februar | Lorenz Morsbach                    | deutscher Anglist und Hochschullehrer                                                                                    | 95    |       |
| 12. Februar | Paul Johannes Schlesinger          | österreichischer Politiker (SdP), Landtagsabgeordneter, Abgeordneter zum Nationalrat                                     | 70    |       |
| 12. Februar | Oskar Schloss                      | zunächst Weinhändler, dann Verleger buddhistischer Schriften                                                             | 63    |       |
| 12. Februar | Paternus Paul Seipel               | deutscher Schulbruder und Märtyrer                                                                                       | 36    |       |
| 12. Februar | Arkadius Maria Wilhelm Spieker     | deutscher katholischer Ordensbruder                                                                                      | 34    |       |
| 12. Februar | Romuald Sixtus Wegner              | deutscher Schulbruder und Märtyrer                                                                                       | 30    |       |
| 12. Februar | Viktorinus Heinrich Wehle          | deutscher Schulbruder und Märtyrer                                                                                       | 30    |       |
| 12. Februar | Fritz von Wettstein                | österreichisch-deutscher Botaniker                                                                                       | 49    |       |
| 12. Februar | Georg Zehle                        | deutscher Politiker | 62    |       |
| 13. Februar | Karl Paul Andrae                   | deutscher Architekt | 58    |       |
| 13. Februar | Nikolaus von Ballestrem            | deutscher Adeliger, Industrieller und Politiker (Zentrum)                                                                | 44    |       |
| 13. Februar | Franz Boehm                        | deutscher römisch-katholischer Priester, NS-Opfer                                                                        | 64    |       |
| 13. Februar | Conrad von Borsig                  | deutscher Großindustrieller                                                                                              | 71    |       |
| 13. Februar | Tommy Brown                        | britischer Seemann |       |       |
| 13. Februar | Bodo Ebhardt                       | deutscher Architekt und Burgenforscher                                                                                   | 80    |       |
| 13. Februar | József Eisenhoffer                 | ungarischer Fußballspieler und -trainer                                                                                  | 44    |       |
| 13. Februar | Gustav Eisenreich                  | deutscher Gymnasiallehrer, Geologe, Naturschützer und Heimatforscher in Oberschlesien                                    | 77    |       |
| 13. Februar | Ottomar Enking                     | deutscher Schriftsteller                                                                                                 | 77    |       |
| 13. Februar | Carl Fromme                        | deutscher Physiker, Mathematiker, Geodät sowie Hochschullehrer                                                           | 92    |       |
| 13. Februar | Reiner Gottstein                   | deutscher Polizeibeamter und SS-Führer                                                                                   | 34    |       |
| 13. Februar | Oswald Hempel                      | deutscher Puppenspieler                                                                                                  | 49    |       |
| 13. Februar | Friedrich Wilhelm Hörnlein         | deutscher Medailleur | 71    |       |
| 13. Februar | Janko Janeff                       | bulgarischer Dichter und Philosoph                                                                                       | 44    |       |
| 13. Februar | Georg Kind                         | deutscher Bildhauer | 48    |       |
| 13. Februar | Dora Köring                        | deutsche Tennisspielerin                                                                                                 | 64    |       |
| 13. Februar | Paul Lindau                        | deutscher Bildhauer | 63    |       |
| 13. Februar | Alexander Martinek                 | österreichischer Fußballtorhüter                                                                                         | 25    |       |
| 13. Februar | Fritz Mehrlein                     | Senator der Hansestadt Lübeck                                                                                            | 70    |       |
| 13. Februar | Otto Oesterhelt                    | deutscher Geodät | 61    |       |
| 13. Februar | Maria Orosa                        | philippinische Lebensmitteltechnologin, pharmazeutische Chemikerin, Humanistin und Kriegsheldin                          | 52    |       |
| 13. Februar | Gertrud Schäfer                    | deutsche Malerin | 65    |       |
| 13. Februar | Otto Schellong                     | deutscher Arzt, Anthropologe, Ethnologe und Sprachforscher                                                               | 86    |       |
| 13. Februar | Ewald Schindler                    | deutscher Schauspieler, Bühnenregisseur und Bühnenleiter                                                                 | 61    |       |
| 13. Februar | Richard Schmidt                    | deutscher Politiker (SPD), MdR                                                                                           | 73    |       |
| 13. Februar | Alfred Schrapel                    | Dresdner Kommunalpolitiker und Antifaschist                                                                              | 59    |       |
| 13. Februar | Josef Simon                        | deutscher Pflanzenphysiologe                                                                                             | 76    |       |
| 13. Februar | Arno Straube                       | deutscher Kletterer und Bergsteiger, Gegner des Nationalsozialismus                                                      | 30    |       |
| 13. Februar | Henrietta Szold                    | Aktivistin des frühen Zionismus                                                                                          | 84    |       |
| 13. Februar | Gerhart Veltman                    | deutscher Reichsgerichtsrat                                                                                              | 73    |       |
| 13. Februar | Otto Zipfel                        | deutscher Politiker (KPD), MdL Sachsen                                                                                   | 58    |       |
| 13. Februar | Karl Zörkendörfer                  | böhmischer Badearzt | 80    |       |
| 14. Februar | Hans Debus                         | deutscher Widerstandskämpfer                                                                                             | 25    |       |
| 14. Februar | Wilhelm Franke                     | sozialdemokratischer Stadtverordneter und Antifaschist                                                                   | 53    |       |
| 14. Februar | Richard Holz                       | deutscher Verwaltungsbeamter, Oberbürgermeister von Zwickau                                                              | 71    |       |
| 14. Februar | Otto Ivers                         | Landtagsabgeordneter Volksstaat Hessen                                                                                   | 50    |       |
| 14. Februar | Ernst Kegel                        | deutscher Chemiker | 68    |       |
| 14. Februar | Georg Kelling                      | deutscher Chirurg und Gastroenterologe                                                                                   | 78    |       |
| 14. Februar | Werner Knab                        | deutscher Jurist, SS-Führer und Regierungsrat beim SD                                                                    | 36    |       |
| 14. Februar | Franz Lehmann                      | deutscher Arbeiterfunktionär und antifaschistischer Widerstandskämpfer                                                   | 45    |       |
| 14. Februar | Karl Emil Mannsfeld                | deutscher Jurist, Verwaltungsbeamter und Politiker, Minister                                                             | 79    |       |
| 14. Februar | Karl Prinz                         | österreichischer klassischer Philologe                                                                                   | 73    |       |
| 14. Februar | Fritz Rauda                        | deutscher Architekt und Hochschullehrer                                                                                  | 65    |       |
| 14. Februar | Maximilian Rösler                  | deutscher römisch-katholischer Geistlicher und Märtyrer                                                                  | 72    |       |
| 14. Februar | William Rothenstein                | englischer Maler, Zeichner und Graphiker                                                                                 | 73    |       |
| 14. Februar | Max von Ruperti                    | deutscher Verwaltungsjurist                                                                                              | 72    |       |
| 14. Februar | Georg Rüth                         | deutscher Bauingenieur                                                                                                   | 64    |       |
| 14. Februar | Otto Eduard Schmidt                | deutscher Pädagoge und Schriftsteller                                                                                    | 89    |       |
| 14. Februar | Gustav Tauschek                    | österreichischer Informationstechniker                                                                                   | 45    |       |
| 14. Februar | Masayoshi Uchida                   | japanischer Schwimmer und Wasserspringer                                                                                 | 47    |       |
| 14. Februar | Rudolf Vitzthum von Eckstädt       | deutscher Generalstaatsanwalt, Geheimer Rat und Familienforscher                                                         | 83    |       |
| 14. Februar | Fidel Wagner                       | deutscher Skilangläufer und Nordischer Kombinierer                                                                       | 32    |       |
| 15. Februar | Lorenz Breunig                     | deutscher Politiker (SPD, USPD), MdR                                                                                     | 62    |       |
| 15. Februar | Ilona von Eötvös                   | ungarische Bergsteigerin und Alpinistin                                                                                  | 64    |       |
| 15. Februar | Carl Kaiser                        | deutscher Unternehmer und Besitzer der Kaufhauskette Steigerwald & Kaiser                                                | 85    |       |
| 15. Februar | Adolf Liebermann                   | deutscher Bildhauer | 53    |       |
| 15. Februar | Helmut Möckel                      | deutscher Politiker (NSDAP), MdR, Stabsführer der Hitlerjugend                                                           | 35    |       |
| 15. Februar | Karl von Poellnitz                 | deutscher Botaniker | 48    |       |
| 15. Februar | Franz Riegler                      | österreichischer Fußballspieler                                                                                          | 23    |       |
| 15. Februar | Charles Simmons                    | britischer Turner | 59    |       |
| 15. Februar | Hellmut Späth                      | deutscher Baumschulenbesitzer                                                                                            | 59    |       |
| 15. Februar | Otto Tetens                        | deutscher Naturwissenschaftler                                                                                           | 79    |       |
| 15. Februar | Johann Tomaschitz                  | österreichischer Politiker (CSP), Abgeordneter zum Nationalrat                                                           | 78    |       |
| 15. Februar | Wolf-Dietrich von Xylander         | deutscher Offizier, zuletzt Generalleutnant im Zweiten Weltkrieg                                                         | 41    |       |
| 16. Februar | Alexander Heinrich Alef            | deutscher katholischer Priester                                                                                          | 60    |       |
| 16. Februar | Karl Ammer                         | österreichischer Schlosser, kommunistischer Funktionär und Widerstandskämpfer gegen das NS-Regime                        | 46    |       |
| 16. Februar | Martin Busse                       | deutscher Rechtswissenschaftler und Hochschullehrer                                                                      | 38    |       |
| 16. Februar | Dien Hoetink                       | niederländische Juristin                                                                                                 | 41    |       |
| 16. Februar | Otto Kittel                        | deutscher Offizier und Jagdflieger der Luftwaffe der Wehrmacht im Zweiten Weltkrieg                                      | 27    |       |
| 16. Februar | Otto Lindner                       | deutsch-belgischer Ingenieur und Kolonialadministrator                                                                   | 92    |       |
| 16. Februar | Kurt Martens                       | deutscher Schriftsteller                                                                                                 | 74    |       |
| 16. Februar | Georg Maus                         | deutscher evangelischer Pädagoge und Mitglied der Bekennenden Kirche                                                     | 56    |       |
| 16. Februar | Hüseynqulu Sarabski                | aserbaidschanischer Opernsänger, Komponist, Dramatiker, Bühnenschauspieler, Theaterregisseur und Musiker                 | 65    |       |
| 16. Februar | Marianne Schönfelder               | deutsche Frau, Opfer rassistisch-motivierter Zwangssterilisierungen                                                      | 27    |       |
| 17. Februar | Maximino Ávila Camacho             | mexikanischer Militär und Politiker                                                                                      | 53    |       |
| 17. Februar | Mauriz Balzarek                    | österreichischer Architekt                                                                                               | 72    |       |
| 17. Februar | Eilhart Eilers                     | deutscher Archivar und Historiker                                                                                        | 34    |       |
| 17. Februar | Ed Kahn                            | US-amerikanischer American-Football-Spieler und Soldat                                                                   | 33    |       |
| 17. Februar | Ninomiya Harushige                 | japanischer Generalleutnant und Bildungsminister                                                                         | 66    |       |
| 17. Februar | Friedrich Reck-Malleczewen         | deutscher Schriftsteller und Gegner des Nationalsozialismus                                                              | 60    |       |
| 17. Februar | Eduard Riesch                      | deutscher General | 52    |       |
| 17. Februar | Terese Robinson                    | deutsche Übersetzerin und Schriftstellerin                                                                               | 71    |       |
| 17. Februar | Wim Speelman                       | niederländischer Widerstandskämpfer                                                                                      | 26    |       |
| 18. Februar | Brenno Bertoni                     | Schweizer Hochschullehrer, Politiker, Forscher und Publizist                                                             | 84    |       |
| 18. Februar | Waldemar Hentze                    | deutscher Kommunist und Widerstandskämpfer gegen den Nationalsozialismus                                                 | 42    |       |
| 18. Februar | Curt Jany                          | preußischer Generalmajor und Militärhistoriker                                                                           | 77    |       |
| 18. Februar | Dmitri Michailowitsch Karbyschew   | russischer sowjetischer General                                                                                          | 64    |       |
| 18. Februar | Wilhelm Krökel                     | deutscher Widerstandskämpfer                                                                                             | 54    |       |
| 18. Februar | Wilhelmine Kurfürst                | deutsche Politikerin (SPD), MdR                                                                                          | 52    |       |
| 18. Februar | Fay Moulton                        | US-amerikanischer Leichtathlet                                                                                           | 68    |       |
| 18. Februar | Iwan Danilowitsch Tschernjachowski | sowjetischer Armeegeneral im Zweiten Weltkrieg                                                                           | 38    |       |
| 19. Februar | John Basilone                      | US-amerikanischer Soldat                                                                                                 | 28    |       |
| 19. Februar | Achille Beltrame                   | italienischer Maler und Illustrator                                                                                      | 73    |       |
| 19. Februar | Max Borrack                        | deutscher Widerstandskämpfer und Sozialist                                                                               | 43    |       |
| 19. Februar | Werner Etter                       | deutscher Orthopädie-Mechaniker und Widerstandskämpfer gegen den Nationalsozialismus sowie ein Opfer der NS-Kriegsjustiz | 31    |       |
| 19. Februar | Willi Frank                        | österreichischer Widerstandskämpfer                                                                                      | 36    |       |
| 19. Februar | Heinrich Jasper                    | Politiker (SPD) und Ministerpräsident des Freistaates Braunschweig                                                       | 69    |       |
| 19. Februar | Werner Lang                        | Schweizer Geodät | 59    |       |
| 19. Februar | Arthur Frank Mathews               | US-amerikanischer tonalistischer Maler                                                                                   | 84    |       |
| 19. Februar | Hanns Vischer                      | Schweizer Afrikaforscher                                                                                                 | 68    |       |
| 19. Februar | Eugen von Zoellner                 | bayerischer Generalleutnant                                                                                              | 78    |       |
| 20. Februar | Johann Doll                        | bayerischer Pfarrer und Heimatforscher                                                                                   | 70    |       |
| 20. Februar | Kurt Elvers                        | deutscher Kunststudent                                                                                                   | 25    |       |
| 20. Februar | Konrad Hitschler                   | deutscher Generalleutnant der Polizei und SS-Gruppenführer                                                               | 48    |       |
| 20. Februar | Hermann Jansen                     | deutscher Architekt und Stadtplaner                                                                                      | 75    |       |
| 20. Februar | Hans Lieber                        | deutscher Volksschullehrer                                                                                               | 54    |       |
| 20. Februar | Walter Lindenbaum                  | österreichischer Journalist und Dichter                                                                                  | 37    |       |
| 20. Februar | Willem Karel Mertens               | niederländischer Hygieniker                                                                                              | 51    |       |
| 20. Februar | Willy Scholz                       | deutscher Politiker (KPD)                                                                                                | 55    |       |
| 20. Februar | Wilhelm Stäblein                   | deutscher Fernmeldetechniker und Hochschullehrer für Fernmeldetechnik                                                    | 44    |       |
| 20. Februar | Margarethe von Sydow               | deutsche Schriftstellerin                                                                                                | 75    |       |
| 20. Februar | Bruno Zach                         | österreichischer Bildhauer                                                                                               | 53    |       |
| 21. Februar | Leonhard Adelt                     | deutscher Schriftsteller, Dramatiker, Journalist und Buchhändler                                                         | 63    |       |
| 21. Februar | Karl Auer                          | deutscher Fußballspieler                                                                                                 | 46    |       |
| 21. Februar | Margaret Dreier Robins             | US-amerikanische Gewerkschafterin und Frauenrechtlerin                                                                   | 76    |       |
| 21. Februar | Richard T. Fountain                | US-amerikanischer Politiker                                                                                              | 60    |       |
| 21. Februar | Johannes Guzy                      | deutscher römisch-katholischer Priester                                                                                  | 71    |       |
| 21. Februar | Georg Friedrich Henning            | deutscher Pharmazeut und Unternehmer                                                                                     | 81    |       |
| 21. Februar | Alfred Juncker                     | deutscher evangelischer Theologe und Rektor der Universität Königsberg                                                   | 79    |       |
| 21. Februar | Karl Christian Klasen              | deutscher Maler und Grafiker                                                                                             | 33    |       |
| 21. Februar | Eric Liddell                       | schottischer Leichtathlet, Rugbyspieler und Missionar                                                                    | 43    |       |
| 21. Februar | Carl Patsch                        | österreichischer Slawist, Archäologe und Historiker                                                                      | 79    |       |
| 21. Februar | Waldemar Pieper                    | deutscher Konteradmiral                                                                                                  | 73    |       |
| 21. Februar | Heinz Schlauch                     | deutscher Schwimmer und Olympiateilnehmer                                                                                | 29    |       |
| 21. Februar | Cyril William Sibley               | britischer Militär, Sergeant der Royal Air Force                                                                         | 21    |       |
| 21. Februar | Tess Slesinger                     | US-amerikanische Schriftstellerin und Drehbuchautorin                                                                    | 39    |       |
| 22. Februar | Heinrich Angermeier                | kommunistischer Politiker und Landwirt                                                                                   | 60    |       |
| 22. Februar | Frederic Bancroft                  | US-amerikanischer Historiker                                                                                             | 84    |       |
| 22. Februar | Rudolf Binz                        | deutscher Kommunalpolitiker                                                                                              | 57    |       |
| 22. Februar | Ossip Maximowitsch Brik            | russisch-sowjetischer Avantgarde-Schriftsteller                                                                          | 57    |       |
| 22. Februar | Anne Marie Carl-Nielsen            | dänische Bildhauerin | 81    |       |
| 22. Februar | Jacques Doriot                     | französischer Politiker                                                                                                  | 46    |       |
| 22. Februar | Henk Feldmeijer                    | niederländischer faschistischer Politiker und Angehöriger der Waffen-SS                                                  | 34    |       |
| 22. Februar | Jacqueline Gruner                  | französische Autorin, Mitglied der Résistance und KZ-Häftling                                                            | 37    |       |
| 22. Februar | Richard Henkes                     | deutscher Pallottiner-Pater und Opfer des Nationalsozialismus                                                            | 44    |       |
| 22. Februar | Jan van Hout                       | niederländischer Radrennfahrer                                                                                           | 36    |       |
| 22. Februar | Paul Leitsmann                     | deutscher Gestapo-Beamter                                                                                                | 41    |       |
| 22. Februar | Wolfgang Meier                     | deutscher Landwirt und Widerstandskämpfer                                                                                | 66    |       |
| 22. Februar | Mykolas Römeris                    | litauischer Verfassungsrechtler und Professor                                                                            | 64    |       |
| 22. Februar | Sergei Alexejewitsch Sernow        | russischer Zoologe, Hydrobiologe und Hochschullehrer                                                                     | 73    |       |
| 22. Februar | Josef Spittler                     | deutscher römisch-katholischer Geistlicher und Märtyrer                                                                  | 36    |       |
| 22. Februar | Walter Ungar                       | österreichischer NS-Funktionär                                                                                           | 59    |       |
| 22. Februar | Hermann Waibel                     | deutscher Unternehmer (Kommerzienrat), Vorstandsmitglied und Ostasienexperte der I.G. Farben                             | 63    |       |
| 22. Februar | Rudolf Weiß                        | deutscher Politiker (NSDAP), MdR, SS-Brigadeführer, Polizeiführer                                                        | 45    |       |
| 23. Februar | Heinrich Baumann                   | Stuttgarter Gemeinderat und NS-Opfer                                                                                     | 61    |       |
| 23. Februar | Karl Brunner                       | deutscher Kommunalpolitiker, Bürgermeister in Kassel                                                                     | 82    |       |
| 23. Februar | Artur do Canto Resende             | portugiesischer Vermessungsingenieur                                                                                     | 47    |       |
| 23. Februar | Cornelis Compter                   | niederländischer Gewichtheber                                                                                            | 50    |       |
| 23. Februar | Gustav Ehrhardt                    | deutscher Automobilpionier, Fahrzeugkonstrukteur und Motorsportler                                                       | 77    |       |
| 23. Februar | Wilhelmine Ehrhardt                | deutsche Automobilpionierin                                                                                              | 78    |       |
| 23. Februar | Stefan Wincenty Frelichowski       | polnischer katholischer Priester und Seliger                                                                             | 32    |       |
| 23. Februar | Ernst Gonell                       | deutscher Generalmajor im Zweiten Weltkrieg                                                                              | 42    |       |
| 23. Februar | Karl Künzel                        | österreichischer Filmproduktionsleiter, Herstellungs- und Herstellungsgruppenleiter                                      | 55    |       |
| 23. Februar | Rudolf Lange                       | deutscher SS-Standartenführer und Kommandeur                                                                             | 34    |       |
| 23. Februar | José María Moncada Tapia           | nicaraguanischer Politiker, Präsident des Landes (1929–1932)                                                             | 74    |       |
| 23. Februar | Anton Retzbach                     | deutscher Theologe, Nationalökonom und Mitglied des badischen Landtages                                                  | 77    |       |
| 23. Februar | Hermann Seeger                     | deutscher Maler | 87    |       |
| 23. Februar | Albert Segebrecht                  | deutscher Musiker, Kapellmeister und Dirigent                                                                            | 68    |       |
| 23. Februar | Alexei Nikolajewitsch Tolstoi      | russischer Schriftsteller                                                                                                | 62    |       |
| 24. Februar | Maurice Arthus                     | französischer Physiologe und der Entdecker des nach ihm benannten Arthus-Phänomens                                       | 83    |       |
| 24. Februar | Marius Besson                      | Bischof im Bistum Lausanne-Genf-Freiburg                                                                                 | 68    |       |
| 24. Februar | Eduard Lamparter                   | deutscher Theologe und Politiker                                                                                         | 84    |       |
| 24. Februar | Thomas Lorenz                      | österreichischer Schuhmachermeister und Politiker (SDAPÖ)                                                                | 80    |       |
| 24. Februar | Josef Mayr-Nusser                  | italienisches Opfer des Nationalsozialismus, Märtyrer und Seliger der katholischen Kirche                                | 34    |       |
| 24. Februar | Arnold Nöldeke                     | deutscher Richter, Politiker (DDP), MdHB und Hamburger Senator                                                           | 79    |       |
| 24. Februar | William Peel                       | britischer Kolonialgouverneur                                                                                            | 69    |       |
| 24. Februar | Karl Rabe                          | Landtagsabgeordneter Waldeck                                                                                             | 59    |       |
| 24. Februar | Johannes Rath                      | deutscher Politiker | 69    |       |
| 24. Februar | Karl zu Solms-Laubach              | deutscher Landrat | 74    |       |
| 25. Februar | Mário de Andrade                   | brasilianischer Schriftsteller und Musikforscher                                                                         | 51    |       |
| 25. Februar | František Chvalkovský              | tschechoslowakischer Diplomat und Politiker                                                                              | 59    |       |
| 25. Februar | Hermann Cornelius                  | deutscher Widerstandskämpfer gegen den Nationalsozialismus                                                               | 46    |       |
| 25. Februar | Johannes Enke                      | deutscher Kommunist und Widerstandskämpfer gegen den Nationalsozialismus                                                 | 45    |       |
| 25. Februar | Ernst Fink                         | deutscher Kammermusiker und ein Opfer des Nationalsozialismus                                                            | 49    |       |
| 25. Februar | Hans Goslar                        | Nationalökonom und preußischer Pressechef der Weimarer Republik                                                          | 55    |       |
| 25. Februar | Heinrich Kiliani                   | deutscher Chemiker | 89    |       |
| 25. Februar | Alfred Klostermann                 | deutscher Politiker (NSDAP), MdR                                                                                         | 44    |       |
| 25. Februar | Elisabeth von Maltzahn             | deutsche Schriftstellerin                                                                                                | 77    |       |
| 25. Februar | Paul Merker                        | Literaturhistoriker in Deutschland                                                                                       | 63    |       |
| 25. Februar | Emil Alphons Rheinhardt            | österreichischer Schriftsteller                                                                                          | 55    |       |
| 25. Februar | Heinrich von Schroeter             | preußischer Verwaltungsjurist, Landrat und Polizeipräsident                                                              | 88    |       |
| 25. Februar | Ernst Stein                        | österreichischer Althistoriker                                                                                           | 53    |       |
| 25. Februar | Richard Teichgräber                | deutscher Gewerkschafter und Widerstandskämpfer                                                                          | 60    |       |
| 26. Februar | James Roy Andersen                 | US-amerikanischer General                                                                                                | 40    |       |
| 26. Februar | Hans Andorn                        | deutscher Rabbiner, Lehrer und Erzieher des liberalen Judentums                                                          | 41    |       |
| 26. Februar | József Balassa                     | ungarischer Philologe | 81    |       |
| 26. Februar | Otto Fikentscher                   | deutscher Maler Radierer, Lithograf und Bildhauer                                                                        | 82    |       |
| 26. Februar | Max Geißler                        | deutscher Redakteur und Schriftsteller                                                                                   | 76    |       |
| 26. Februar | Hashimoto Kansetsu                 | japanischer Maler | 61    |       |
| 26. Februar | Paul Hegenbart                     | deutscher Widerstandskämpfer gegen den Nationalsozialismus                                                               | 60    |       |
| 26. Februar | Willi Heinze                       | deutscher Widerstandskämpfer                                                                                             | 34    |       |
| 26. Februar | Iwabuchi Sanji                     | japanischer Vizeadmiral                                                                                                  | 49    |       |
| 26. Februar | Andrzej Krzeptowski                | polnischer Skisportler                                                                                                   | 41    |       |
| 26. Februar | Georg Schariczer von Rény          | österreichisch-ungarischer General der Infanterie im Ersten Weltkrieg                                                    | 80    |       |
| 26. Februar | Albert Schettkat                   | deutscher Politiker (KPD), Gewerkschafter und Widerstandskämpfer gegen das NS-Regime                                     | 42    |       |
| 26. Februar | Erich Seeberg                      | deutscher evangelischer Theologe und Kirchenhistoriker                                                                   | 56    |       |
| 26. Februar | Wilhelm Selke                      | deutscher Widerstandskämpfer gegen das Nazi-Regime                                                                       | 51    |       |
| 26. Februar | Alexander Szurmay                  | österreichischer General im Ersten Weltkrieg                                                                             | 84    |       |
| 26. Februar | Gustav Tellgmann                   | deutscher Offizier sowie Widerstandskämpfer                                                                              | 53    |       |
| 26. Februar | Erich Tgahrt                       | deutscher Industrieller                                                                                                  | 62    |       |
| 26. Februar | Hans J. Wehrli                     | Schweizer Geograph und Ethnologe                                                                                         | 73    |       |
| 26. Februar | Franz Zagermann                    | deutscher römisch-katholischer Priester und Märtyrer                                                                     | 62    |       |
| 26. Februar | Louis Ziercke                      | deutscher Maler und Grafiker                                                                                             | 57    |       |
| 27. Februar | John J. Lyons                      | US-amerikanischer Politiker (Republikanische Partei)                                                                     |       |       |
| 27. Februar | Arthur Tell Schwab                 | Schweizer Geher | 48    |       |
| 27. Februar | Monica Wichfeld                    | dänische Widerstandskämpferin                                                                                            | 50    |       |
| 28. Februar | Rudolf Breslauer                   | deutscher Kameramann | 41    |       |
| 28. Februar | August Lehrmann                    | deutscher Architekt und Stadtplaner                                                                                      | 67    |       |
| 28. Februar | Adolf Mahlmann                     | deutscher Kommunist und Widerstandskämpfer gegen den Nationalsozialismus                                                 | 68    |       |
| 28. Februar | Franz Monjau                       | deutscher Maler | 42    |       |
| 28. Februar | Vincenzo Stimolo                   | italienischer Soldat, Partisan und Geheimagent                                                                           | 33    |       |
| 28. Februar | Walter Süskind                     | deutscher Kaufmann | 38    |       |
|             | Franz Czeminski                    | deutscher Politiker (SPD), Opfer des Nationalsozialismus                                                                 |       |       |
|             | Damase DuBuisson                   | kanadischer Sänger und Schauspieler                                                                                      |       |       |
|             | Franz Eckstein                     | deutscher Filmregisseur                                                                                                  | 66    |       |
|             | Helmuth Friedrichs                 | deutscher Politiker (NSDAP), MdR und SS-Führer                                                                           | 45    |       |
|             | Franz Herbert                      | deutscher Landwirt und Politiker (BVP), MdR                                                                              | 59    |       |
|             | Charles Jacobs                     | US-amerikanischer Stabhochspringer                                                                                       |       |       |
|             | Johnny Jebsen                      | deutsch-britischer Doppelagent                                                                                           |       |       |
|             | Heinrich Koenen                    | deutscher Widerstandskämpfer und Agent des Militärnachrichtendienstes GRU                                                | 34    |       |
|             | Hans Werner Kolben                 | tschechoslowakischer deutschsprachiger Dichter                                                                           | 22    |       |
|             | Willi Kutz                         | deutscher Widerstandskämpfer gegen den Nationalsozialismus und Politiker (KPD)                                           | 40    |       |
|             | Cecily Lefort                      | britische Agentin | 44    |       |
|             | Johannes Linke                     | deutscher Schriftsteller                                                                                                 | 45    |       |
|             | Oskar Maretzky                     | deutscher Jurist und Politiker (DVP, DNVP, parteilos, NSDAP), MdR, MdL                                                   | 63    |       |
|             | Herybert Menzel                    | deutscher Dichter und Schriftsteller und Politiker (NSDAP), MdR                                                          | 38    |       |
|             | Karl Plenzat                       | deutscher Pädagoge und Volkskundler                                                                                      | 62    |       |
|             | Herbert Reischauer                 | deutscher Jurist und SS-Führer                                                                                           | 35    |       |
|             | Georg Schmidt-Rohr                 | deutscher Germanist und Soziologe                                                                                        | 54    |       |
|             | Waldemar Thomson                   | deutschbaltischer Theologe                                                                                               | 47    |       |
|             | Ewald Volhard                      | deutscher Ethnologe und Germanist                                                                                        | 44    |       |

## März
| Tag      | Name                                        | Beruf, bekannt als | Alter | Beleg |
| -------- | ------------------------------------------- | --- | ----- | ----- |
| 1. März  | Eduard Ludwig Alexander                     | deutscher Politiker (KPD), MdR | 63    |       |
| 1. März  | Georges Anquetil                            | französischer Verleger und Journalist | 56    |       |
| 1. März  | Harlon Block                                | US-amerikanischer Soldat des Zweiten Weltkriegs und einer der Marines                                                                       | 20    |       |
| 1. März  | Eleonora Fugger von Babenhausen             | österreichische Adlige und Salonière | 80    |       |
| 1. März  | Fritz Goerdeler                             | deutscher Jurist | 58    |       |
| 1. März  | Eugen Hadamovsky                            | deutscher Funktionär der NSDAP, Reichssendeleiter                                                                                           | 40    |       |
| 1. März  | Elmer Holt                                  | US-amerikanischer Politiker | 60    |       |
| 1. März  | Harcourt Johnstone                          | britischer Politiker, Unterhausabgeordneter                                                                                                 | 49    |       |
| 1. März  | Jakob Mathias Koch                          | deutscher politischer Häftling des Nationalsozialismus                                                                                      | 45    |       |
| 1. März  | Franz Leuninger                             | deutscher Gewerkschafter, Widerstandskämpfer                                                                                                | 46    |       |
| 1. März  | Rudolf Mekiska                              | österreichischer Chauffeur und Widerstandskämpfer gegen das NS-Regime                                                                       | 40    |       |
| 1. März  | Sidney Rowlatt                              | britischer Jurist und Richter | 82    |       |
| 1. März  | Lothar Sieber                               | deutscher Luftwaffenpilot | 22    |       |
| 1. März  | Michael Strank                              | US-amerikanischer Soldat | 25    |       |
| 1. März  | Wilhelm Uhlig                               | deutscher römisch-katholischer Geistlicher und Märtyrer                                                                                     | 59    |       |
| 1. März  | Fritz Voigt                                 | deutscher Gewerkschafter, sozialdemokratischer Politiker und Widerstandskämpfer gegen den Nationalsozialismus                               | 62    |       |
| 1. März  | Oswald Wiersich                             | deutscher Gewerkschafter, Widerstandskämpfer                                                                                                | 62    |       |
| 1. März  | Hans Zint                                   | deutscher Politiker (SPD) und Volkstagsabgeordneter                                                                                         | 62    |       |
| 2. März  | Friedrich Berner                            | deutscher SS-Hauptsturmführer, Vergasungsarzt in der Tötungsanstalt Hadamar                                                                 | 40    |       |
| 2. März  | Emily Carr                                  | kanadische Malerin | 73    |       |
| 2. März  | Adolf Giesen                                | deutscher Schriftsteller | 42    |       |
| 2. März  | Karl Göbel                                  | deutscher Offizier, zuletzt Generalmajor im Zweiten Weltkrieg                                                                               | 45    |       |
| 2. März  | Georg Heer                                  | deutscher Jurist und Studentenhistoriker | 85    |       |
| 2. März  | Emil Hess                                   | Schweizer Schauspieler | 56    |       |
| 2. März  | Frans Maurits Jaeger                        | niederländischer Chemiker | 67    |       |
| 2. März  | Jean-Baptiste Lemire                        | französischer Komponist | 77    |       |
| 2. März  | Lionel Pracht                               | Landtagsabgeordneter Waldeck | 69    |       |
| 2. März  | Kuno Rieke                                  | deutscher Politiker (SPD) | 47    |       |
| 2. März  | Otto Rust                                   | deutscher römisch-katholischer Priester und Märtyrer                                                                                        | 73    |       |
| 2. März  | Engelmar Unzeitig                           | deutscher Ordenspriester, Märtyrer, Seliger                                                                                                 | 34    |       |
| 2. März  | Wilhelm Wagenbach                           | deutscher Hochschullehrer für Maschinenbau                                                                                                  | 68    |       |
| 3. März  | Annemarie von Auerswald                     | deutsche Stiftdame, Schriftstellerin und Museumsleiterin                                                                                    | 68    |       |
| 3. März  | Gheorghe Avramescu                          | rumänischer Offizier, zuletzt Generalleutnant im Zweiten Weltkrieg                                                                          | 57    |       |
| 3. März  | Adolf Baring                                | deutscher Jurist | 84    |       |
| 3. März  | René Biolay                                 | französischer Automobilrennfahrer | 42    |       |
| 3. März  | William M. Calder                           | US-amerikanischer Politiker (Republikanische Partei)                                                                                        | 76    |       |
| 3. März  | Willy Jandrey                               | deutscher Politiker (DNVP, NSDAP), MdR | 67    |       |
| 3. März  | Friedrich Ludwig                            | deutscher Ingenieur und Industrieller | 72    |       |
| 3. März  | John Moses                                  | US-amerikanischer Politiker | 59    |       |
| 3. März  | Heinrich-Josef Nelis                        | deutscher Hochschullehrer und SS-Funktionär                                                                                                 | 50    |       |
| 3. März  | Ernst Pistulla                              | deutscher Boxer | 38    |       |
| 3. März  | Hugo Rachel                                 | deutscher Historiker | 73    |       |
| 3. März  | Paul Peter Rhode                            | katholischer Bischof von Green Bay | 73    |       |
| 3. März  | Karl Thom                                   | deutscher Offizier der Fliegertruppe im Ersten Weltkrieg                                                                                    | 51    |       |
| 3. März  | Richard Zorn                                | deutscher Pomologe, Heimatforscher und Autor von Fachbüchern                                                                                | 84    |       |
| 4. März  | Georg Bernard                               | deutscher Gewerkschafter | 68    |       |
| 4. März  | Charles W. Bryan                            | US-amerikanischer Politiker | 78    |       |
| 4. März  | Harry Chauvel                               | australischer General | 79    |       |
| 4. März  | Bill Genaust                                | US-amerikanischer Marine und Kameramann im Zweiten Weltkrieg                                                                                | 38    |       |
| 4. März  | Lucille La Verne                            | US-amerikanische Theater- und Filmschauspielerin                                                                                            |       |       |
| 4. März  | Fritz Onnasch                               | evangelischer Theologe und enger Mitarbeiter Dietrich Bonhoeffers                                                                           | 33    |       |
| 4. März  | James A. Parsons                            | US-amerikanischer Jurist und Politiker |       |       |
| 4. März  | Heinz Potthoff                              | deutscher Sozialreformer, Arbeitsrechtler und Politiker (FVg, FVP), MdR                                                                     | 69    |       |
| 4. März  | Marie Russak                                | US-amerikanische Sängerin, Architektin, Theosophin und Rosenkreuzerin                                                                       | 79    |       |
| 4. März  | Mark Sandrich                               | US-amerikanischer Filmregisseur | 44    |       |
| 4. März  | August Wessing                              | deutscher Geistlicher und NS-Opfer | 65    |       |
| 5. März  | Jan Apol                                    | niederländischer Maler, Zeichner, Bildhauer und Schriftsteller                                                                              | 70    |       |
| 5. März  | Lena Baker                                  | US-amerikanische Frau, hingerichtet | 44    |       |
| 5. März  | Fritz Bockius                               | deutscher Jurist und Politiker (Zentrum), MdR, Anwalt und NS-Opfer                                                                          | 62    |       |
| 5. März  | Hasso von Boehmer                           | deutscher Militär, Oberstleutnant im Generalstab und NS-Opfer                                                                               | 40    |       |
| 5. März  | Otto Gohdes                                 | deutscher Politiker (NSDAP), MdR | 48    |       |
| 5. März  | Ernst von Harnack                           | deutscher Politiker und Widerstandskämpfer                                                                                                  | 56    |       |
| 5. März  | Rudolf Hartmann                             | niederdeutscher Schriftsteller und kommunistischer Politiker                                                                                | 59    |       |
| 5. März  | Franz Kempner                               | deutscher Widerstandskämpfer, Staatssekretär                                                                                                | 65    |       |
| 5. März  | Gustav Kirchhoff                            | deutscher Marineoffizier | 81    |       |
| 5. März  | Ludwig Landmann                             | Politiker, Oberbürgermeister von Frankfurt am Main                                                                                          | 76    |       |
| 5. März  | Luise Reuss-Belce                           | österreichisch-deutsche Opernsängerin (Sopran)                                                                                              | 82    |       |
| 5. März  | Robert Sandfort                             | deutscher Kirchenmaler | 64    |       |
| 5. März  | Zsigmond Varga                              | ungarischer reformierter Prediger und Widerstandskämpfer gegen den Nationalsozialismus                                                      | 25    |       |
| 5. März  | Otto von Velsen                             | deutscher Bergbeamter und Unternehmer | 75    |       |
| 6. März  | Richard Albrecht                            | deutscher Ingenieur | 73    |       |
| 6. März  | Anders Andersson                            | schwedischer Sportschütze | 69    |       |
| 6. März  | Ernst Buermeyer                             | deutscher Pädagoge und Politiker | 61    |       |
| 6. März  | Harald von Elverfeldt                       | deutscher Generalleutnant im Zweiten Weltkrieg                                                                                              | 45    |       |
| 6. März  | Mauricio Galvao                             | deutscher Hockeyspieler | 55    |       |
| 6. März  | Alberto José Gonçalves                      | brasilianischer Geistlicher und römisch-katholischer Bischof von Ribeirão Preto                                                             | 86    |       |
| 6. März  | Kurt von Greiff                             | deutscher General der Infanterie im Zweiten Weltkrieg                                                                                       | 69    |       |
| 6. März  | Rudolf Karel                                | tschechoslowakischer Komponist | 64    |       |
| 6. März  | Ignacy Kazimierz Ledóchowski                | polnischer General | 73    |       |
| 6. März  | Pierre G. Lévy                              | Schweizer Verleger | 50    |       |
| 6. März  | Johan van Lom                               | niederländischer Anwalt |       |       |
| 6. März  | August Merges                               | deutscher Politiker und Revolutionär | 75    |       |
| 6. März  | Milena Pavlović-Barili                      | jugoslawische Malerin und Dichterin | 35    |       |
| 6. März  | Felix Pfeifer                               | deutscher Bildhauer, Medailleur | 73    |       |
| 6. März  | Anton Plügel                                | österreichisch-deutscher nationalsozialistischer Ethnologe und „Rassenforscher“                                                             | 34    |       |
| 6. März  | Paul Schick                                 | deutscher Politiker (NSDAP), NSDAP-Gauamtsleiter und Bürgermeister von Hannover                                                             | 36    |       |
| 6. März  | Marcos Wittke                               | chilenischer Fußballspieler | 48    |       |
| 6. März  | Wjatscheslaw Jakowlewitsch Schischkow       | russisch-sowjetischer Schriftsteller | 71    |       |
| 7. März  | Georg Barkan                                | weißrussischer Pharmakologe | 55    |       |
| 7. März  | Adolf Bartels                               | deutscher Dichter, Schriftsteller und Antisemit                                                                                             | 82    |       |
| 7. März  | Bertrand Dawson, 1. Viscount Dawson of Penn | britischer Mediziner | 80    |       |
| 7. März  | Alfred Ernest Garvie                        | britischer kongregationalistischer Theologe                                                                                                 | 83    |       |
| 7. März  | Christian Heurich                           | amerikanischer Brauereibesitzer und Philanthrop                                                                                             | 102   |       |
| 7. März  | Robert Hugues-Lambert                       | französischer Schauspieler und NS-Opfer | 36    |       |
| 7. März  | Heinz Krückeberg                            | deutscher Fußballspieler | 23    |       |
| 7. März  | Eduard Meier zur Kapellen                   | deutscher evangelischer Theologe | 76    |       |
| 7. März  | Albrecht Penck                              | deutscher Geograph und Geologe | 86    |       |
| 8. März  | Karlo Adamič                                | slowenischer Organist, Chorleiter, Musikpädagoge und Komponist                                                                              | 57    |       |
| 8. März  | Charles Alfred Bell                         | britischer Diplomat und Tibetologe | 74    |       |
| 8. März  | Frederick Bligh Bond                        | britischer Architekt, Archäologe und Parapsychologe                                                                                         | 80    |       |
| 8. März  | Friedrich Cauer                             | deutscher Bildhauer und Maler | 71    |       |
| 8. März  | Rezső Crettier                              | ungarischer Leichtathlet | 66    |       |
| 8. März  | Kurt Fuchs                                  | österreichischer Deserteur der Wehrmacht und Opfer der NS-Militärjustiz                                                                     | 25    |       |
| 8. März  | Alfred Keller                               | österreichischer Architekt und Maler | 69    |       |
| 8. März  | Alfred von Kühne                            | preußischer General der Kavallerie | 92    |       |
| 8. März  | Léonel de Moustier                          | französischer Politiker, Widerstandskämpfer und Geschäftsmann                                                                               | 62    |       |
| 8. März  | Czesław Oberdak                             | polnischer Pilot | 23    |       |
| 8. März  | Marian Ruzamski                             | polnischer Maler, Zeichner und Kunstpädagoge                                                                                                | 56    |       |
| 8. März  | Anton Rella                                 | österreichischer Mathematiker | 56    |       |
| 8. März  | Antonio Restelli                            | italienischer Bahnradsportler | 67    |       |
| 8. März  | Karl Rübel                                  | deutscher Generalleutnant der Wehrmacht | 49    |       |
| 8. März  | Hüsnü Savman                                | türkischer Fußballspieler | 36    |       |
| 8. März  | Jan Thijssen                                | niederländischer Widerstandskämpfer | 36    |       |
| 8. März  | August Wolf                                 | deutscher Drucker und sozialdemokratischer Widerstandskämpfer                                                                               | 55    |       |
| 9. März  | Wilhelm Bockslaff                           | Architekt in Riga | 86    |       |
| 9. März  | Oscar Caminneci                             | italienisch-deutscher Kunstreiter und Schriftsteller                                                                                        | 59    |       |
| 9. März  | Hermann Goebel                              | deutscher Maler | 59    |       |
| 9. März  | Georg Leidinger                             | deutscher Historiker und Bibliothekar | 74    |       |
| 9. März  | Willi Mai                                   | deutscher Volkskundler in der Zeit des Nationalsozialismus                                                                                  | 32    |       |
| 9. März  | Hans Ludwig Rauh                            | deutscher Lehrer und Mundartforscher | 52    |       |
| 9. März  | Georg Stach                                 | deutscher Radrennfahrer | 32    |       |
| 9. März  | Agnello van den Bosch                       | belgischer katholischer Ordensgeistlicher und NS-Opfer                                                                                      | 61    |       |
| 10. März | Dorothea Arnd al Raschid                    | deutsche Porträtmalerin | 75    |       |
| 10. März | Richard von Bothmer                         | deutscher Generalmajor | 54    |       |
| 10. März | Alexander Chatissjan                        | armenischer Taschnakenpolitiker | 71    |       |
| 10. März | Eleanor Fortescue-Brickdale                 | britische Malerin | 73    |       |
| 10. März | Richard Geith                               | deutscher Grünland- und Futterbauwissenschaftler                                                                                            | 44    |       |
| 10. März | Clemens Kattner                             | österreichischer Architekt | 73    |       |
| 10. März | Émile Lemonnier                             | französischer Offizier der Kolonialtruppen                                                                                                  | 51    |       |
| 10. März | Kurt von Plettenberg                        | deutscher Forstmann, Offizier und Widerstandskämpfer                                                                                        | 54    |       |
| 10. März | Max Reithoffer                              | österreichischer Elektrotechniker | 80    |       |
| 10. März | August Sapandowski                          | deutscher Malermeister und Judenretter | 62    |       |
| 10. März | Josef Taussig                               | tschechoslowakischer Journalist, Schriftsteller, Satiriker und Schauspieler                                                                 | 30    |       |
| 11. März | Conrad Broßwitz                             | deutscher Politiker (SPD), MdR | 63    |       |
| 11. März | Clemens Högg                                | bayerischer Landtagsabgeordneter (SPD) | 64    |       |
| 11. März | Walter Hohmann                              | Prüfingenieur für Baustatik, gilt als Raumfahrtpionier                                                                                      | 64    |       |
| 11. März | Francis Ernest Jackson                      | britischer Maler, Zeichner, Plakatdesigner und Lithograf                                                                                    | 72    |       |
| 11. März | Albert Posern                               | deutscher Appreturunternehmer und Politiker (NLP, DDP), MdL (Königreich Sachsen, Freistaat Sachsen)                                         | 80    |       |
| 11. März | Josef Wagner                                | deutscher Landwirt, Bürgermeister und Abgeordneter                                                                                          | 67    |       |
| 12. März | Johann Frank                                | Schweizer Politiker | 62    |       |
| 12. März | Friedrich Fromm                             | deutscher Offizier, zuletzt Generaloberst im Zweiten Weltkrieg                                                                              | 56    |       |
| 12. März | Karl Gander                                 | deutscher Lehrer und Heimatforscher | 89    |       |
| 12. März | Max Hegele                                  | österreichischer Architekt | 71    |       |
| 12. März | Gustav Robert Paalen                        | österreichischer Kunstmäzen, Erfinder, Kunstsammler und Unternehmer                                                                         | 71    |       |
| 12. März | Heinz Priess                                | deutscher Widerstandskämpfer | 24    |       |
| 12. März | Ernst Moritz Roth                           | deutscher Maler, Dichter und katholischer Priester                                                                                          | 43    |       |
| 12. März | Helmut Schroff                              | deutscher Klassischer Philologe und Gymnasiallehrer                                                                                         | 43    |       |
| 12. März | Leopold Waber                               | österreichischer Jurist und Politiker (GDVP), Landtagsabgeordneter                                                                          | 69    |       |
| 13. März | Charles W. F. Dick                          | US-amerikanischer Politiker | 86    |       |
| 13. März | Leopold Doppler                             | österreichischer Politiker (CSP), Abgeordneter zum Nationalrat                                                                              | 74    |       |
| 13. März | Josef Hasenöhrl                             | österreichischer Ruderer | 28    |       |
| 13. März | Guus van Hecking-Colenbrander               | niederländischer Fußballspieler | 57    |       |
| 13. März | Ludwig Heupel-Siegen                        | deutscher Maler | 80    |       |
| 13. März | Ernst Knebel                                | deutscher Generalmajor im Zweiten Weltkrieg                                                                                                 | 52    |       |
| 13. März | Else Lüders                                 | Indologin |       |       |
| 13. März | Ludwig Rochlitzer                           | österreichischer Rechtsanwalt und Komponist                                                                                                 | 64    |       |
| 13. März | Narciso Sordo                               | italienischer katholischer Geistlicher, der Partisanen der Resistenza unterstützt hatte und deshalb ein Opfer des Nationalsozialismus wurde | 46    |       |
| 13. März | Daniel Stücklen                             | deutscher Politiker (SPD), MdR | 75    |       |
| 13. März | Johanna Tesch                               | deutsche Politikerin (SPD), MdR | 69    |       |
| 13. März | Ralph Wenninger                             | deutscher Offizier, zuletzt General der Flieger im Zweiten Weltkrieg                                                                        | 54    |       |
| 14. März | Francisco Braga                             | brasilianischer Komponist | 76    |       |
| 14. März | Adolf Fényes                                | ungarischer Maler | 77    |       |
| 14. März | Alexander Granach                           | österreichisch-US-amerikanischer Schauspieler                                                                                               | 54    |       |
| 14. März | Fritz-Erdmann Klingner                      | deutscher Geologe | 43    |       |
| 14. März | Paul Pietsch                                | deutscher Verwaltungsjurist in Preußen, Landrat in Schlesien                                                                                | 67    |       |
| 14. März | Paul Otto Radomski                          | deutscher Nationalsozialist, SS-Sturmbannführer und Lagerkommandant mehrerer Konzentrationslager                                            | 42    |       |
| 14. März | Karl Säre                                   | estnischer Kommunist | 41    |       |
| 14. März | Mary Lawrence Tonetti                       | US-amerikanische Bildhauerin | 76    |       |
| 14. März | Mary Helen Young                            | schottische Krankenpflegerin und Widerstandskämpferin im Zweiten Weltkrieg                                                                  | 61    |       |
| 15. März | Wolfgang Bonde                              | deutscher Jurist und Widerstandskämpfer gegen den Nationalsozialismus                                                                       | 42    |       |
| 15. März | Kurt Delbrück                               | deutscher evangelischer Pfarrer und Schriftsteller                                                                                          | 86    |       |
| 15. März | Benedicta Diancourt                         | deutsche Steyler Missionsschwester und Märtyrin                                                                                             | 45    |       |
| 15. März | Pierre Drieu la Rochelle                    | französischer Schriftsteller | 52    |       |
| 15. März | Rémy Dumoncel                               | französischer Bürgermeister und Opfer des Nationalsozialismus                                                                               | 56    |       |
| 15. März | Isburga Faulstich                           | deutsche Steyler Missionsschwester und Märtyrin                                                                                             | 36    |       |
| 15. März | Athanasius Gerster                          | deutscher römisch-katholischer Ordenspriester                                                                                               | 67    |       |
| 15. März | Ernst Grosse                                | deutscher Ingenieur, Industriellenfunktionär und Politiker                                                                                  | 61    |       |
| 15. März | Franciscetta Hörth                          | deutsche Steyler Missionsschwester und Märtyrin                                                                                             | 41    |       |
| 15. März | Gottfried Könzgen                           | deutscher Dominikanerpriester und Märtyrer                                                                                                  | 58    |       |
| 15. März | Richarde Mzyk                               | deutsche Steyler Missionsschwester und Märtyrin                                                                                             | 34    |       |
| 15. März | Nicolai Neiiendam                           | dänischer Theater- und Filmschauspieler, Bühnenregisseur und -autor                                                                         | 79    |       |
| 15. März | Edwin D. Patrick                            | US-amerikanischer Offizier, Generalmajor der US-Army                                                                                        | 51    |       |
| 15. März | Gumberta Pichler                            | österreichische Steyler Missionsschwester und Märtyrin                                                                                      | 33    |       |
| 15. März | Cleophana Schnettler                        | deutsche Steyler Missionsschwester und Märtyrin                                                                                             | 46    |       |
| 15. März | Placida Schofs                              | deutsche Steyler Missionsschwester und Märtyrin                                                                                             | 60    |       |
| 15. März | Johannes van der Vegte                      | niederländischer Ruderer | 52    |       |
| 15. März | Woldemar Baron von Uxkull                   | deutschbaltischer Mystiker und Schriftsteller                                                                                               | 84    |       |
| 15. März | Henry Victor                                | britisch-amerikanischer Schauspieler | 52    |       |
| 15. März | Bernia Weisert                              | deutsche Steyler Missionsschwester und Märtyrin                                                                                             | 37    |       |
| 15. März | Robert von Wilms                            | deutscher Verwaltungsbeamter | 79    |       |
| 16. März | Rudolf Däbritz                              | deutscher Klassischer Philologe und Gymnasialdirektor                                                                                       | 64    |       |
| 16. März | Edmund Burke Delabarre                      | US-amerikanischer Psychologe und Hochschullehrer                                                                                            | 81    |       |
| 16. März | Walter Gröger                               | deutscher Matrose und Opfer der NS-Justiz                                                                                                   | 22    |       |
| 16. März | Oscar Günther                               | deutscher Politiker (Freisinnige Volkspartei, Fortschrittliche Volkspartei, DDP, Wirtschaftspartei), MdR                                    | 83    |       |
| 16. März | Maurice Halbwachs                           | französischer Soziologe | 68    |       |
| 16. März | Passima Hartelt                             | deutsche Steyler Missionsschwester und Märtyrin                                                                                             | 41    |       |
| 16. März | Leopold Kerscher                            | deutscher Schauspieler bei Bühne und Film                                                                                                   | 51    |       |
| 16. März | Paul Langen                                 | Gegner und Opfer des Nationalsozialismus | 52    |       |
| 16. März | Erich Meusel                                | deutscher Politiker (NSDAP), Bürgermeister von Hochheim am Main und Bad Homburg vor der Höhe                                                | 40    |       |
| 16. März | Hans von Mieg                               | deutscher Generalmajor | 79    |       |
| 16. März | Börries von Münchhausen                     | deutscher Schriftsteller und Lyriker | 70    |       |
| 16. März | Werner Scharff                              | deutscher Widerstandskämpfer gegen das NS-Regime                                                                                            | 32    |       |
| 16. März | Vittorio Staccione                          | italienischer Fußballspieler | 40    |       |
| 16. März | Marcel Verfaillie                           | französischer Kommunist und Widerstandskämpfer gegen den Nationalsozialismus                                                                | 33    |       |
| 16. März | Ernst von Zitzewitz                         | preußischer Gutsbesitzer und Politiker | 71    |       |
| 17. März | Theodor von Bomhard                         | bayerischer General der Artillerie | 104   |       |
| 17. März | Erich Frommhagen                            | deutscher SS-Hauptsturmführer und Adjutant des Lagerkommandanten im KZ Auschwitz und KZ Neuengamme                                          | 33    |       |
| 17. März | Rudolf Imelmann                             | deutscher Anglist und Hochschullehrer | 66    |       |
| 17. März | Tatsugo Kawaishi                            | japanischer Schwimmer | 33    |       |
| 17. März | Simon Klug                                  | österreichischer Politiker (CSP), Abgeordneter zum Nationalrat                                                                              | 73    |       |
| 17. März | Thomas Lewis                                | britischer Kardiologe | 63    |       |
| 17. März | Henri Maspero                               | französischer Sinologe | 61    |       |
| 17. März | Takeichi Nishi                              | japanischer Oberst und Springreiter | 42    |       |
| 17. März | Coba Pulskens                               | niederländische Widerstandskämpferin | 60    |       |
| 17. März | Emil Waldmann                               | deutscher Kunsthistoriker und Museumsdirektor in Bremen                                                                                     | 64    |       |
| 18. März | Hermann Berndes                             | deutscher Offizier und Volkssturmkommandant                                                                                                 | 55    |       |
| 18. März | Herbert Gehrke                              | deutscher SA-Führer | 34    |       |
| 18. März | William Grover-Williams                     | britisch-französischer Rennfahrer | 42    |       |
| 18. März | Georg Koßmala                               | deutscher Offizier, zuletzt Generalmajor im Zweiten Weltkrieg                                                                               | 48    |       |
| 18. März | Eduard Scheidemantel                        | deutscher Germanist | 83    |       |
| 18. März | Gerhard Schulze-Pillot                      | deutscher Maschinenbauingenieur | 72    |       |
| 19. März | Willem Jan Aalders                          | niederländischer Theologe | 74    |       |
| 19. März | Kurt Albert                                 | deutscher Chemiker und Industrieller | 63    |       |
| 19. März | Georges André                               | französischer Wintersportler | 68    |       |
| 19. März | Franz Augsberger                            | deutscher General im Zweiten Weltkrieg | 39    |       |
| 19. März | Marcel Callo                                | katholischer Jugendarbeiter und Gegner des Nationalsozialismus                                                                              | 23    |       |
| 19. März | Alberto Capozzi                             | italienischer Schauspieler | 60    |       |
| 19. März | Clyde Hart                                  | US-amerikanischer Jazzmusiker (Pianist) | 35    |       |
| 19. März | Leopold Hofmann                             | österreichischer Chauffeur und Widerstandskämpfer gegen das NS-Regime                                                                       | 44    |       |
| 19. März | Cäsar Horn                                  | deutscher Kommunist und Widerstandskämpfer                                                                                                  | 30    |       |
| 19. März | Iosseb Iremaschwili                         | georgischer Politiker und Nationalist, Schulkamerad von Stalin                                                                              |       |       |
| 19. März | Anton Hans Karlinsky                        | österreichischer Maler | 72    |       |
| 19. März | Anda Kerkhoven                              | niederländisch-indische Widerstandskämpferin                                                                                                | 25    |       |
| 19. März | David Marshall Mason                        | schottischer Politiker | 79    |       |
| 19. März | Hermann Metz                                | deutscher Maler und Zeichner | 79    |       |
| 19. März | Stanislaus Peplinski                        | polnischer Zwangsarbeiter und Widerstandskämpfer                                                                                            | 35    |       |
| 19. März | Jakob Schultheis                            | deutscher Widerstandskämpfer | 53    |       |
| 20. März | Karl d’Angelo                               | deutscher Politiker (NSDAP), SS-Mitglied | 54    |       |
| 20. März | Erhard Auer                                 | bayerischer Politiker, erster Innenminister des Freistaats Bayern und SPD-Parteivorsitzender in Bayern                                      | 70    |       |
| 20. März | Dorothy Campbell                            | britische Golferin | 61    |       |
| 20. März | Hans Dankner                                | deutscher antifaschistischer Widerstandskämpfer und KPD-Funktionär                                                                          | 36    |       |
| 20. März | Alfred Douglas                              | englischer Schriftsteller | 74    |       |
| 20. März | Léon-Auguste-Marie-Joseph Durand            | französischer Bischof von Oran | 66    |       |
| 20. März | Louis Gas                                   | französischer Automobilrennfahrer | 50    |       |
| 20. März | Franz Joseph Gebhardt                       | katholischer Priester, Domkapitular, Domdekan, Buchautor                                                                                    | 76    |       |
| 20. März | Kurt Gruber                                 | deutscher Kommunist und Widerstandskämpfer                                                                                                  | 32    |       |
| 20. März | Jaroslav Kratochvíl                         | tschechischer Schriftsteller | 60    |       |
| 20. März | Peter Schaub                                | deutscher Politiker (NSDAP), MdR | 47    |       |
| 20. März | Otto Speßhardt                              | deutscher Kommunist und Widerstandskämpfer gegen den Nationalsozialismus                                                                    | 33    |       |
| 20. März | Nol van Wesel                               | niederländischer Jazz-Sänger | 26    |       |
| 21. März | Henry E. Barbour                            | US-amerikanischer Politiker | 68    |       |
| 21. März | Hans Dorr                                   | deutscher SS-Führer im Zweiten Weltkrieg | 32    |       |
| 21. März | Josef Minichthaler                          | österreichischer römisch-katholischer Priester und katechetischer Autor                                                                     | 75    |       |
| 21. März | Karl Müller                                 | deutscher Widerstandskämpfer der KPD und der Revolutionären Gewerkschafts-Opposition                                                        | 41    |       |
| 21. März | Franklin Sousley                            | US-amerikanischer Soldat | 19    |       |
| 21. März | Johannes Maria Verweyen                     | deutscher Philosoph, Freimaurer und Theosoph                                                                                                | 61    |       |
| 21. März | Erich Zieger                                | deutscher Marineoffizier, zuletzt im Dienstgrad eines Admirals der Kriegsmarine                                                             | 55    |       |
| 22. März | Enrico Caviglia                             | italienischer Marschall und Senator | 82    |       |
| 22. März | John Hessin Clarke                          | US-amerikanischer Jurist | 87    |       |
| 22. März | Kurd Endell                                 | deutscher Mineraloge und Chemiker | 58    |       |
| 22. März | Jaromír Funke                               | tschechischer Fotograf | 48    |       |
| 22. März | Hedwig Gutzeit                              | deutsche Stummfilmschauspielerin und Autorin                                                                                                | 74    |       |
| 22. März | James V. Heidinger                          | US-amerikanischer Politiker | 62    |       |
| 22. März | Johann Daniel Holz                          | deutscher Tier- und Landschaftsmaler | 78    |       |
| 22. März | Hermann Klepell                             | österreichischer Widerstandskämpfer | 26    |       |
| 22. März | Egon Kober                                  | österreichischer Politiker (fraktionslos), Mitglied des Bundesrates                                                                         | 67    |       |
| 22. März | Christian Koren-Wiberg                      | norwegischer Kulturhistoriker und Künstler                                                                                                  | 74    |       |
| 22. März | Karl Krumpl                                 | österreichischer Politiker und Widerstandskämpfer                                                                                           | 35    |       |
| 22. März | Heinrich Maier                              | österreichischer Priester und Widerstandskämpfer                                                                                            | 37    |       |
| 22. März | Jakob Neubauer                              | Rechtshistoriker und Rabbiner | 50    |       |
| 22. März | Ernst Ortner                                | österreichischer Widerstandskämpfer im Dritten Reich                                                                                        | 30    |       |
| 22. März | Helmuth Poensgen                            | deutscher Industrieller | 57    |       |
| 22. März | Max Prütz                                   | deutscher Politiker (DStP), MdR | 68    |       |
| 22. März | Joseph Werr                                 | deutscher Jurist und Politiker (Zentrum), MdR                                                                                               | 70    |       |
| 22. März | Paul Zobel                                  | deutscher Widerstandskämpfer | 54    |       |
| 23. März | Ernst Göppert                               | Arzt | 79    |       |
| 23. März | Karl Hürthle                                | deutscher Physiologe | 85    |       |
| 23. März | Henri Leclercq                              | katholischer Theologe und Kirchenhistoriker                                                                                                 | 75    |       |
| 23. März | Günter Ranft                                | deutscher Kirchenmaler | 43    |       |
| 23. März | Hans-Günther von Rost                       | deutscher Generalleutnant im Zweiten Weltkrieg                                                                                              | 50    |       |
| 24. März | Robert Dauber                               | deutscher Cellist und Komponist | 22    |       |
| 24. März | Ludwig Ey                                   | deutscher Kommunist, Antifaschist und Abgeordneter des preußischen Landtags                                                                 | 51    |       |
| 24. März | Gustav Güngerich                            | deutscher Reichsgerichtsrat | 72    |       |
| 24. März | Ernst Hamkens                               | deutscher Landwirt und Politiker (DVP), MdR                                                                                                 | 75    |       |
| 24. März | Otto Heller                                 | österreichischer Schriftsteller, Journalist und Widerstandskämpfer gegen den Nationalsozialismus                                            | 47    |       |
| 24. März | Conrad Heuss                                | deutscher Regimentskommandeur, Ritterkreuzträger                                                                                            | 30    |       |
| 24. März | Friedrich Jeremias                          | deutscher evangelischer Theologe | 77    |       |
| 24. März | Jan Koopmans                                | niederländischer Theologe und Widerständler                                                                                                 | 39    |       |
| 24. März | Ernst Lehr                                  | deutscher Physiker, Werkstoffforscher und Maschinenbauer                                                                                    | 48    |       |
| 24. März | Ludwig von Seither                          | bayerischer General der Artillerie | 87    |       |
| 24. März | Andrew L. Todd                              | US-amerikanischer Politiker | 72    |       |
| 24. März | Otto Weigel                                 | deutscher Maler und Grafiker | 55    |       |
| 25. März | Adolf Baumbach                              | deutscher Rechtswissenschaftler | 70    |       |
| 25. März | Bruno Borowski                              | deutscher Anglist | 55    |       |
| 25. März | Arnulf de Bouché                            | deutscher Akt-, Genre- und Stilllebenmaler                                                                                                  | 72    |       |
| 25. März | Josef Brandstätter                          | österreichischer Fußballspieler | 53    |       |
| 25. März | Adalbert Erlebach                           | österreichischer Architekt | 69    |       |
| 25. März | Alexander Friedrich von Hessen              | deutscher Adliger und Komponist | 82    |       |
| 25. März | Hermann Kallenbach                          | südafrikanischer Architekt und Weggefährte von Mahatma Gandhi                                                                               | 74    |       |
| 25. März | Hans W. Maier                               | deutsch-schweizerischer Psychiater | 62    |       |
| 25. März | Franz Oppenhoff                             | deutscher Jurist, Oberbürgermeister von Aachen                                                                                              | 42    |       |
| 25. März | William H. Rupertus                         | Generalmajor des United States Marine Corps                                                                                                 | 55    |       |
| 25. März | Hans Sachs                                  | deutscher Serologe | 67    |       |
| 25. März | Rainer von Sachsen-Coburg und Gotha         | Prinz von Sachsen-Coburg und Gotha | 44    |       |
| 25. März | Paul Schellhas                              | deutscher Jurist und Maya-Forscher | 85    |       |
| 25. März | Hans Schrepfer                              | deutscher Geograph | 47    |       |
| 25. März | Franz Stappers                              | deutscher katholischer Geistlicher, NS-Opfer                                                                                                | 60    |       |
| 25. März | Maximilian Streck                           | deutscher Altorientalist | 71    |       |
| 26. März | Dennis Hodgetts                             | englischer Fußballspieler | 81    |       |
| 26. März | Werner Klaas                                | deutscher Fußballspieler | 30    |       |
| 26. März | Ernst Leonhardt                             | Schweizer Politiker der Frontenbewegung | 59    |       |
| 26. März | David Lloyd George                          | britischer Politiker, Mitglied des House of Commons                                                                                         | 82    |       |
| 26. März | Sobir Rahimov                               | sowjetischer Offizier | 43    |       |
| 26. März | Karl von Rettberg                           | deutscher Generalleutnant | 75    |       |
| 26. März | Boris Michailowitsch Schaposchnikow         | Marschall der Sowjetunion | 62    |       |
| 26. März | Willy Schwedler                             | deutscher Fußballspieler | 50    |       |
| 27. März | Georg Angermaier                            | deutscher Jurist, Staatswissenschaftler Widerstandskämpfer gegen den Nationalsozialismus                                                    | 32    |       |
| 27. März | Adolf Anier                                 | estnischer Fußballspieler | 47    |       |
| 27. März | Carl Auffenberg                             | deutscher Jurist und Politiker (Zentrum), MdL                                                                                               | 71    |       |
| 27. März | Clemens Betzel                              | deutscher Generalleutnant im Zweiten Weltkrieg                                                                                              | 49    |       |
| 27. März | Karl Bülowius                               | deutscher Offizier, zuletzt Generalleutnant im Zweiten Weltkrieg                                                                            | 55    |       |
| 27. März | Friedrich-Wilhelm Deutsch                   | deutscher Offizier, zuletzt Generalmajor im Zweiten Weltkrieg                                                                               | 49    |       |
| 27. März | Fritz Fleege-Althoff                        | deutscher Wirtschaftswissenschaftler | 58    |       |
| 27. März | Heinrich Grunow                             | deutscher Redakteur und nationalsozialistischer politischer Funktionär                                                                      | 44    |       |
| 27. März | Ottokar Löwit                               | deutscher Eisenbahningenieur | 80    |       |
| 27. März | Karl Meisel                                 | deutscher Landrat | 63    |       |
| 27. März | Ángel Melogno                               | uruguayischer Fußballspieler | 40    |       |
| 27. März | Wilhelm Menne                               | deutscher Olympiasieger im Rudern | 34    |       |
| 27. März | Otto Nowak                                  | österreichischer Maler | 70    |       |
| 27. März | Alfons Pech                                 | deutsch-russischer Widerstandskämpfer gegen den Nationalsozialismus                                                                         | 50    |       |
| 27. März | Carl Schadewitz                             | deutscher Komponist, Musikpädagoge und Dirigent                                                                                             | 58    |       |
| 27. März | Joseph Sickenberger                         | deutscher Theologe | 73    |       |
| 27. März | Halid Ziya Uşaklıgil                        | türkischer Schriftsteller |       |       |
| 28. März | Albrecht von Blumenthal                     | deutscher Klassischer Philologe | 55    |       |
| 28. März | August Haas                                 | deutscher Gewerkschafter und Politiker (SPD)                                                                                                | 63    |       |
| 28. März | Friedel Heymann                             | deutscher Offizier und Leutnant der Artillerie                                                                                              | 25    |       |
| 28. März | Simon Katzenstein                           | deutscher Politiker der SPD | 77    |       |
| 28. März | Jacob Klein                                 | deutscher Industrieller | 75    |       |
| 28. März | Felix Königsberger                          | deutscher Arzt | 61    |       |
| 28. März | Georg Lehnig                                | deutscher Kommunist und Widerstandskämpfer                                                                                                  | 38    |       |
| 28. März | Armin von Lossow                            | deutscher Landrat | 68    |       |
| 28. März | János Mikes                                 | ungarischer Geistlicher | 68    |       |
| 28. März | Elisabeth Ruest                             | deutsche Malerin und Grafikerin | 83    |       |
| 28. März | Helmut Sievert                              | deutscher Fußballspieler | 30    |       |
| 28. März | Agustin Nicolas Tijerino y Loáisiga         | nicaraguanischer römisch-katholischer Geistlicher                                                                                           | 63    |       |
| 28. März | Fritz Wrede                                 | deutscher Drehorgel- und Orchestrienbauer                                                                                                   | 76    |       |
| 28. März | Karl Zieler                                 | deutscher Mediziner | 71    |       |
| 29. März | Jack Agazarian                              | britischer Agent | 28    |       |
| 29. März | Oscar L. Auf der Heide                      | US-amerikanischer Politiker | 70    |       |
| 29. März | Carl Bechler                                | deutscher Sprinter und Speerwerfer | 59    |       |
| 29. März | Karl Blum                                   | deutscher Politiker (SPD), MdL | 66    |       |
| 29. März | Ferenc Csik                                 | ungarischer Schwimmer | 31    |       |
| 29. März | Gerard Fleischeuer                          | niederländischer Gerechter unter den Völkern                                                                                                | 56    |       |
| 29. März | Karl Sapper                                 | deutscher Reisender, Sammler, Antiquar und Linguist                                                                                         | 79    |       |
| 29. März | Jusztinián György Serédi                    | ungarischer katholischer Geistlicher, Erzbischof von Esztergom und Kardinal                                                                 | 60    |       |
| 29. März | Gustav Willhaus                             | deutscher KZ-Kommandant | 34    |       |
| 29. März | Yi Tso-lin                                  | chinesischer Sprachwissenschaftler, Pädagoge und Philanthrop                                                                                | 47    |       |
| 30. März | Otto Benze                                  | deutscher Hochstapler und der Erbauer von Schloss Benzenhofen in Berg                                                                       | 87    |       |
| 30. März | Heinrich Burhenne                           | deutscher Lehrer und Schriftsteller | 52    |       |
| 30. März | Karl Daunicht                               | deutscher kommunistischer Widerstandskämpfer gegen den Nationalsozialismus                                                                  | 46    |       |
| 30. März | Bernhard von Derschau                       | deutscher Landrat | 41    |       |
| 30. März | Henrique César Fernandes Mourão             | brasilianischer Ordensgeistlicher und römisch-katholischer Bischof von Cafelândia                                                           | 67    |       |
| 30. März | Paul Fliether                               | deutscher Architekt und Architekturlehrer                                                                                                   | 47    |       |
| 30. März | János Garay                                 | ungarischer Säbelfechter und Olympiasieger 1928                                                                                             | 56    |       |
| 30. März | Georg Heise                                 | deutscher Ingenieur und Lokomotivkonstrukteur bei der Firma Henschel und Sohn in Kassel                                                     | 70    |       |
| 30. März | Erich Hoffmann                              | deutscher Jurist, Verwaltungsbeamter und Politiker                                                                                          | 73    |       |
| 30. März | Karl-Josef Kaufmann                         | deutscher Historiker und Archivar | 80    |       |
| 30. März | Komuro Suiun                                | japanischer Maler | 70    |       |
| 30. März | Friedrich Wilhelm Mader                     | deutscher Schriftsteller | 78    |       |
| 30. März | Eugène Maës                                 | französischer Fußballspieler | 54    |       |
| 30. März | Joseph O’Brien                              | US-amerikanischer Filmproduzent, Filmregisseur und Filmeditor                                                                               |       |       |
| 30. März | Franz Rekowski                              | deutscher Widerstandskämpfer gegen den Nationalsozialismus                                                                                  | 54    |       |
| 30. März | Élise Rivet                                 | französische Nonne, die Flüchtlinge versteckte und der Résistance half                                                                      | 55    |       |
| 30. März | Kurt Sindermann                             | sächsischer KPD-Landtagsabgeordneter in der Weimarer Republik                                                                               | 40    |       |
| 30. März | Natalia Tułasiewicz                         | polnische Lehrerin, Laienapostelin, Dichterin und Mitarbeiterin der polnischen Exilregierung                                                | 38    |       |
| 30. März | Helmut Zint                                 | deutscher römisch-katholischer Geistlicher und Märtyrer                                                                                     | 53    |       |
| 31. März | Harriet Boyd-Hawes                          | US-amerikanische Archäologin | 73    |       |
| 31. März | Arthur Christensen                          | dänischer Orientalist | 70    |       |
| 31. März | Maurice Donnay                              | französischer Dramatiker | 85    |       |
| 31. März | Konrad Fabian                               | österreichischer, wissenschaftlich interessierter Mittelschullehrer                                                                         | 67    |       |
| 31. März | Hans Fischer                                | deutscher Chemiker und Mediziner, Nobelpreisträger für Chemie                                                                               | 63    |       |
| 31. März | Édouard Ganche                              | französischer Musikwissenschaftler | 64    |       |
| 31. März | Käthe Latzke                                | deutsche kommunistische Widerstandskämpferin                                                                                                | 45    |       |
| 31. März | Yves Lejarre                                | französischer Kämpfer in der Résistance | 47    |       |
| 31. März | Isaak Jakowlewitsch Masel                   | sowjetischer Schachspieler |       |       |
| 31. März | Alfons Sack                                 | deutscher Rechtsanwalt | 57    |       |
| 31. März | Maria Skobzowa                              | russische Dichterin, Nonne, Fluchthelferin im Zweiten Weltkrieg, Heilige                                                                    | 53    |       |
| 31. März | Franz Poland                                | deutscher Klassischer Philologe und Gymnasialdirektor                                                                                       | 87    |       |
| 31. März | Hans Riegel                                 | deutscher Unternehmer und Gründer von Haribo                                                                                                | 51    |       |
| 31. März | Maurice Rose                                | US-amerikanischer Offizier, zuletzt Generalmajor                                                                                            | 45    |       |
| 31. März | Wilhelm Schitli                             | deutscher Schutzhaftlagerführer und KZ-Kommandant                                                                                           | 32    |       |
| 31. März | Torgny Karl Segerstedt                      | schwedischer Religionswissenschaftler | 68    |       |
| 31. März | Helene Winger                               | österreichische Malerin | 61    |       |
|          | Rudolf Abramowski                           | deutscher evangelischer Theologe und Orientalist                                                                                            | 44    |       |
|          | Joseph Fournier de Belleval                 | kanadischer Sänger (Bariton) und Gesangslehrer                                                                                              |       |       |
|          | Georg Döring                                | deutscher Opernsänger (Bass) | 83    |       |
|          | Walter Ernst                                | deutscher Jurist, Gauleiter der NSDAP | 45    |       |
|          | Botho-Wendt zu Eulenburg                    | deutscher Gutsbesitzer und Politiker (DNVP), MdR                                                                                            |       |       |
|          | Margot Frank                                | deutsch-niederländisches Opfer des Holocaust, Schwester von Anne Frank                                                                      | 19    |       |
|          | Arno Henschel                               | deutscher Maler der Neuen Sachlichkeit und Graphiker                                                                                        | 48    |       |
|          | Gertzlaff von Hertzberg                     | preußischer Landrat und alldeutsch-völkischer Agitator                                                                                      | 64    |       |
|          | Otto Jahn                                   | österreichischer Porträt-, Landschafts- und Kriegsmaler                                                                                     |       |       |
|          | Jean Renardy                                | belgischer Geistlicher | 67    |       |
|          | Max Saupe                                   | deutscher Politiker |       |       |
|          | Otto Schäfer                                | deutscher Orgelbauer | 53    |       |
|          | Richard Schäfer                             | deutscher Lokalpolitiker (SPD), Widerstandskämpfer                                                                                          | 60    |       |
|          | Julius Starcke                              | deutscher Bildhauer |       |       |
|          | Wilhelm Wetekamp                            | deutscher Reformpädagoge und Naturschützer                                                                                                  | 85    |       |
|          | Josef Wiessalla                             | deutscher Schriftsteller und Journalist | 46    |       |